# Xtobó

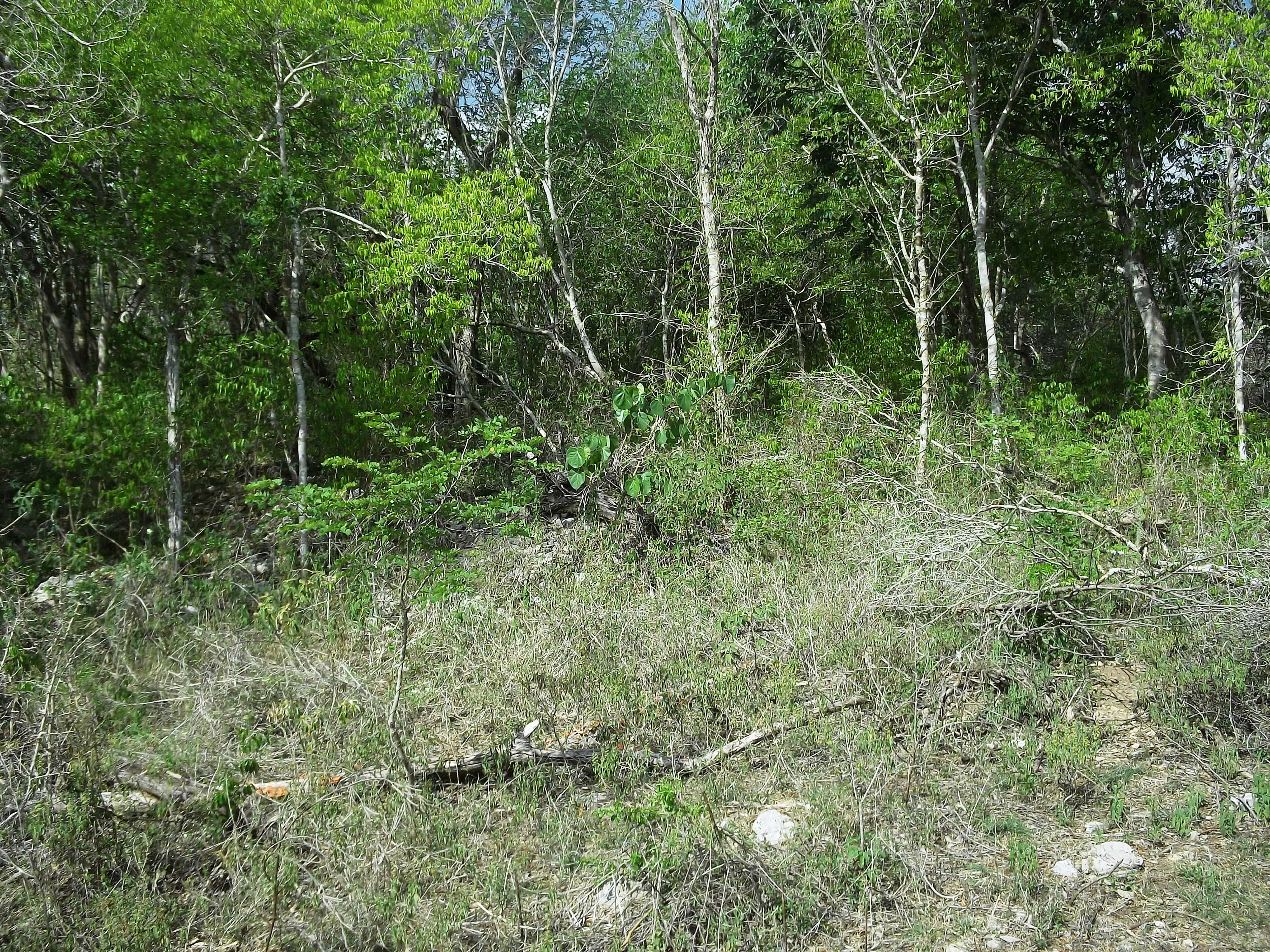
Sitio arqueológico de Xtobó.

Xtobó es un sitio arqueológico del municipio de Ucú que se encuentra al norte de la carretera Mérida - Celestún, en el estado de Yucatán.

## Toponimia
El nombre (Xtobó) significa en idioma maya varejón o tronco de henequén , pues x' es un género femenino, toh es recto y boob es la planta de henequén (Agave fourcroydes) con inflorescencia.

## Yacimiento arqueológico
El sitio data del periodo preclásico, siendo uno de los más grandes de la región noroeste de Yucatán, que datan de esa época. Se comunica con Kintunich mediante una vereda de aproximadamente 500 metros de longitud aunque esto no signifique que estén relacionados entre sí ya que considerando la extensión de ambos sitios hay una distancia de aproximadamente 400 metros. Existen otros centros menores llamados Xtobó 1, 2 y 3 al parecer relacionados con el principal, así como otros llamados Nuevo Chalmuch, Chalmuch 1 y 2 sin relación con Xtobó.
La extensión del sitio es de aproximadamente un kilómetro cuadrado y comprende una plaza central con una plataforma baja de 50 centímetros de altura, otras dos plataformas de menor altura, un pequeño juego de pelota, los restos de una pirámide y unos montículos de menor tamaño los cuales están comunicados por cuatro sacbeob.
Existen algunas posibles fuentes de agua incluyendo la noria del rancho localizado en el sitio aunque se ignora si esta fue construida aprovechando una fuente ya existente.

## El rancho
Hay un rancho que data de principios del siglo XIX.

## Galería

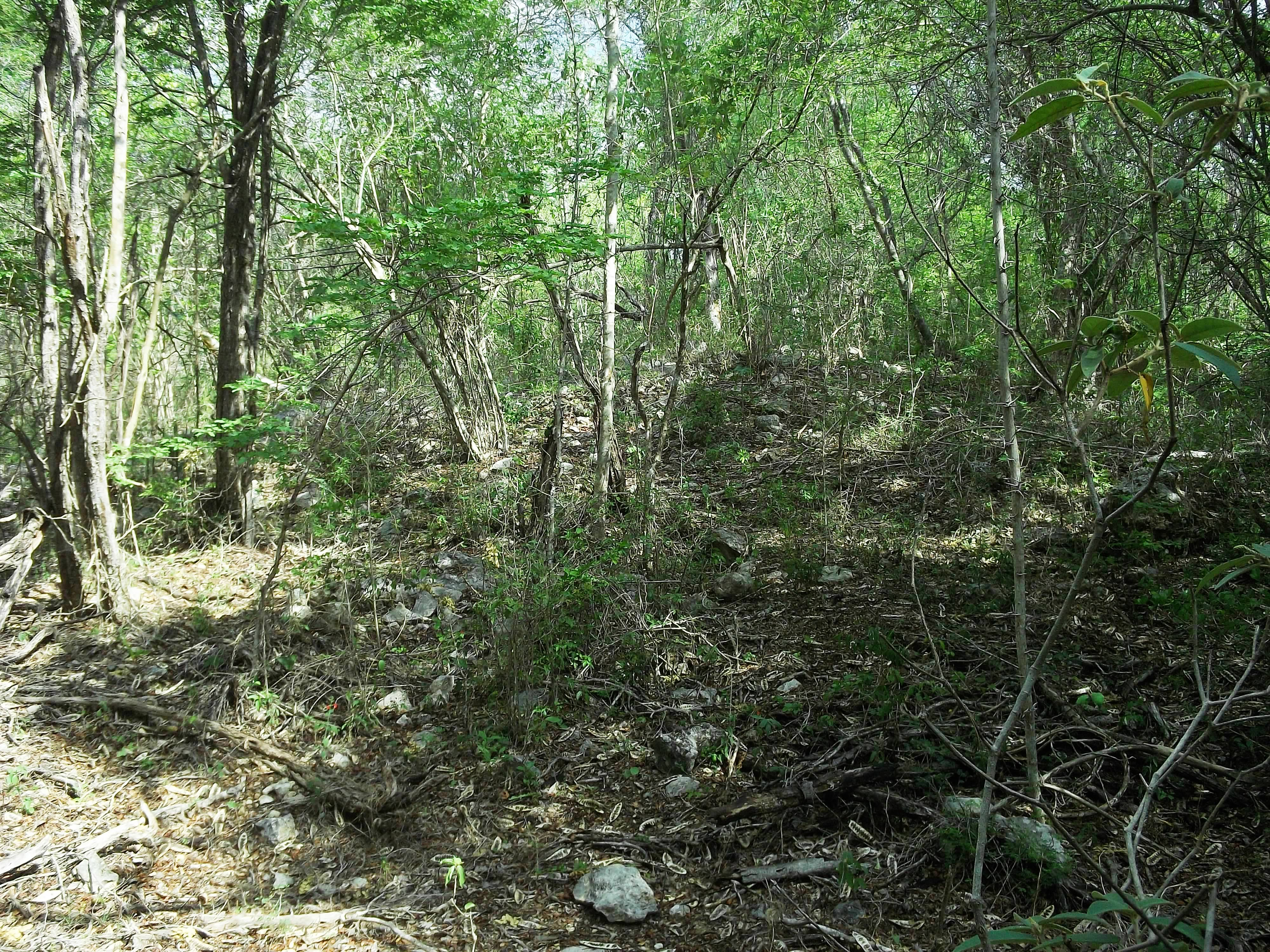
Vestigios mayas de Xtobó.
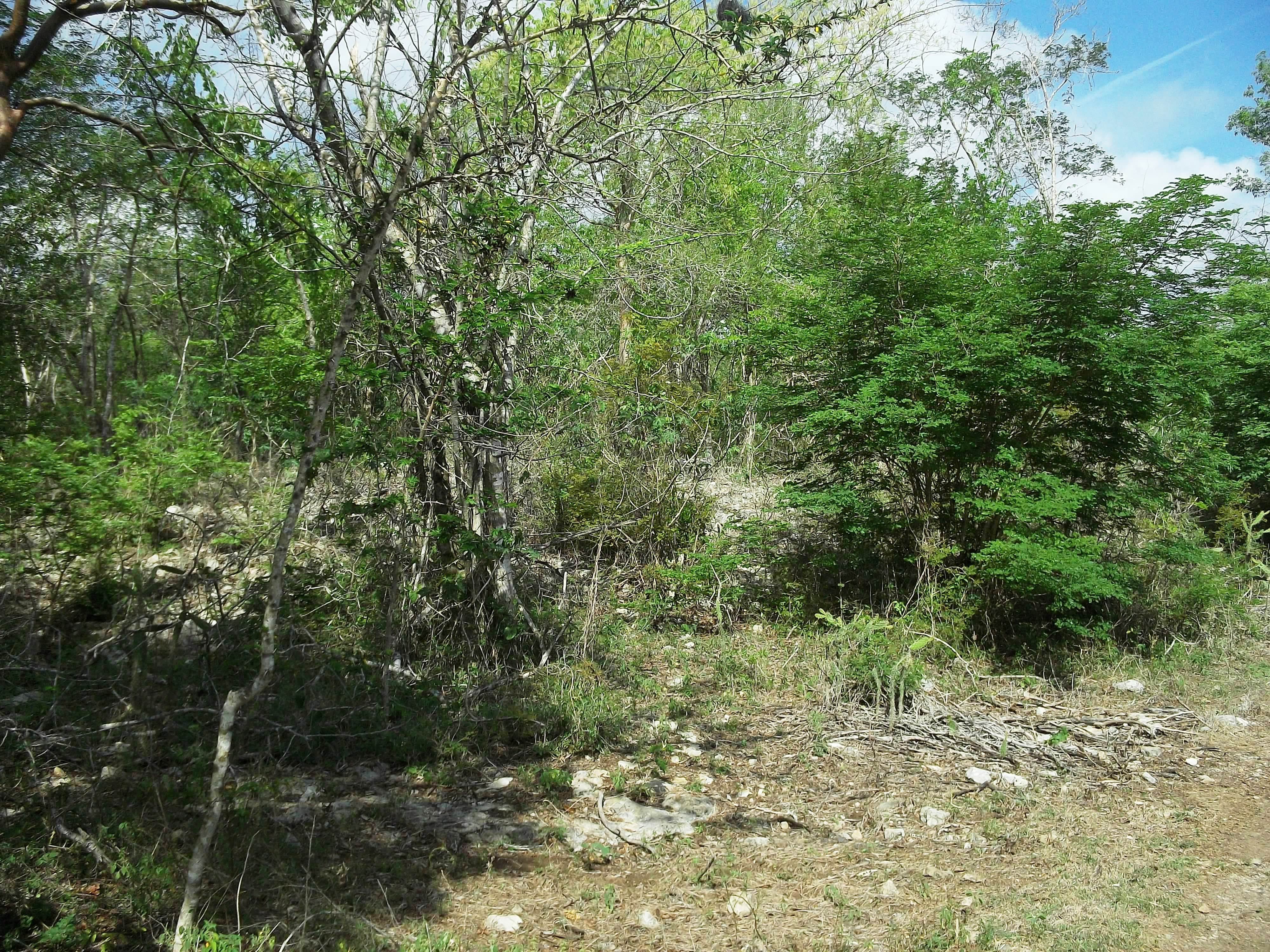
Vestigios mayas de Xtobó.
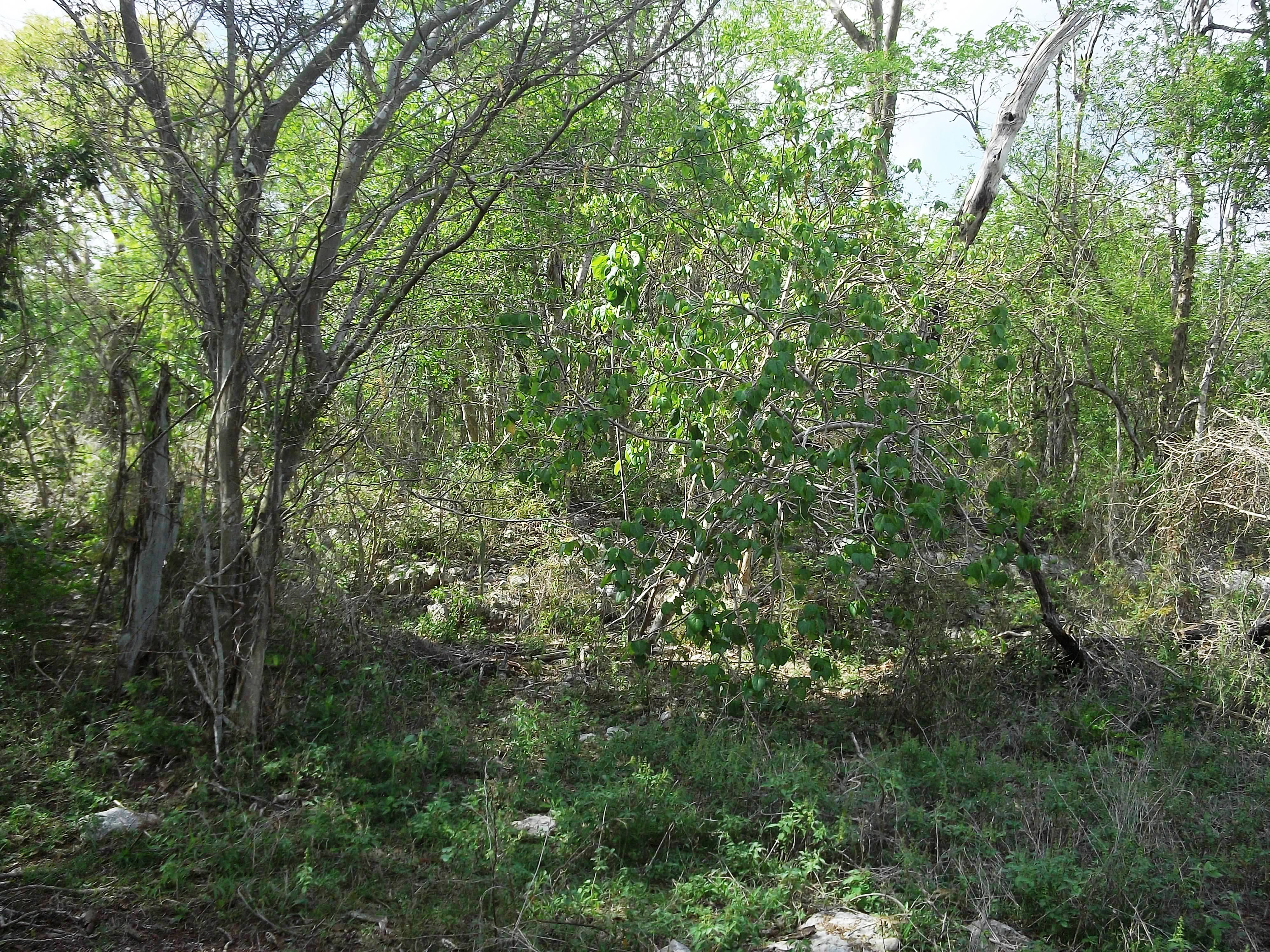
Vestigios mayas de Xtobó.
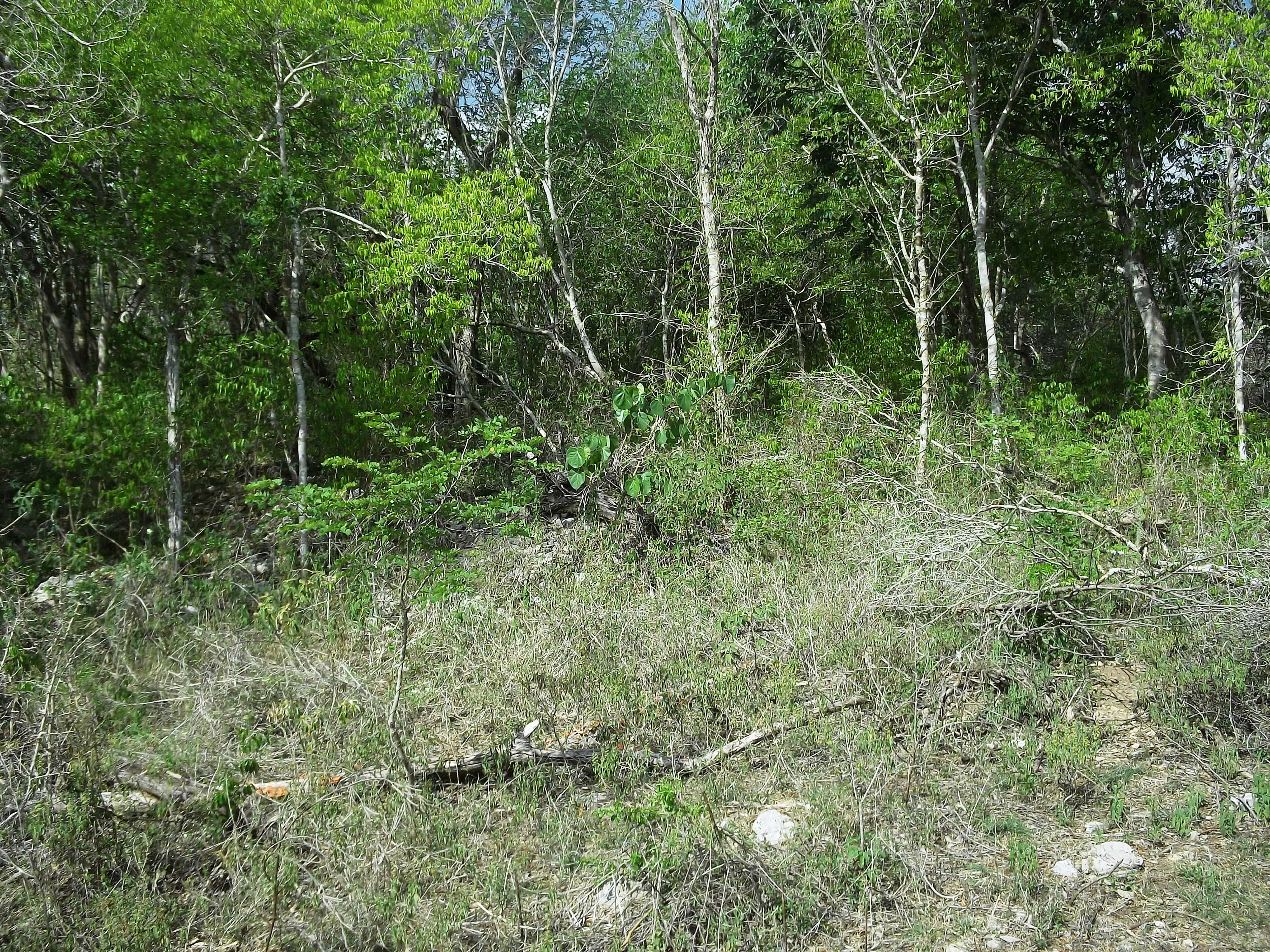
Vestigios mayas de Xtobó.
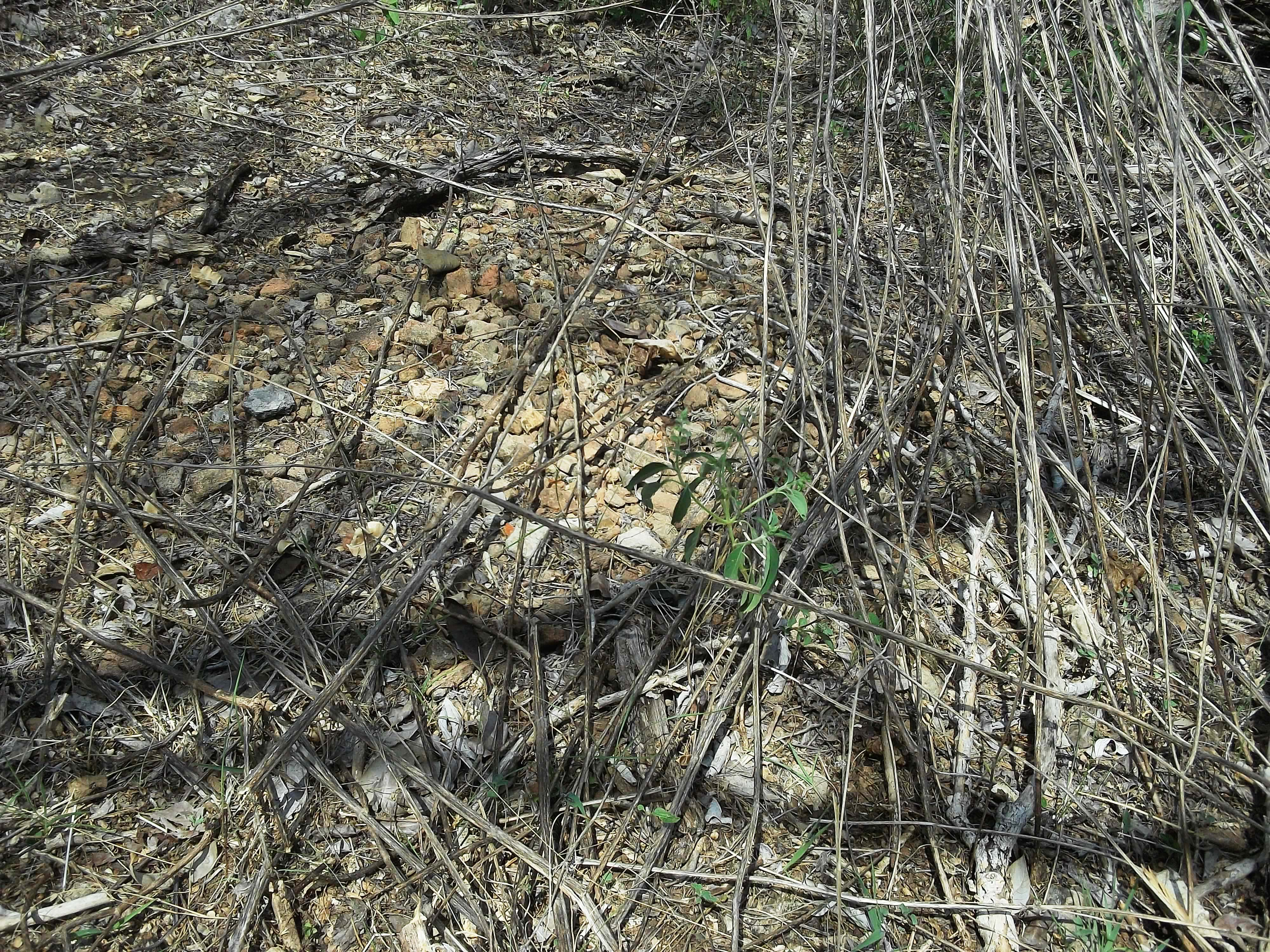
Vestigios mayas de Xtobó.
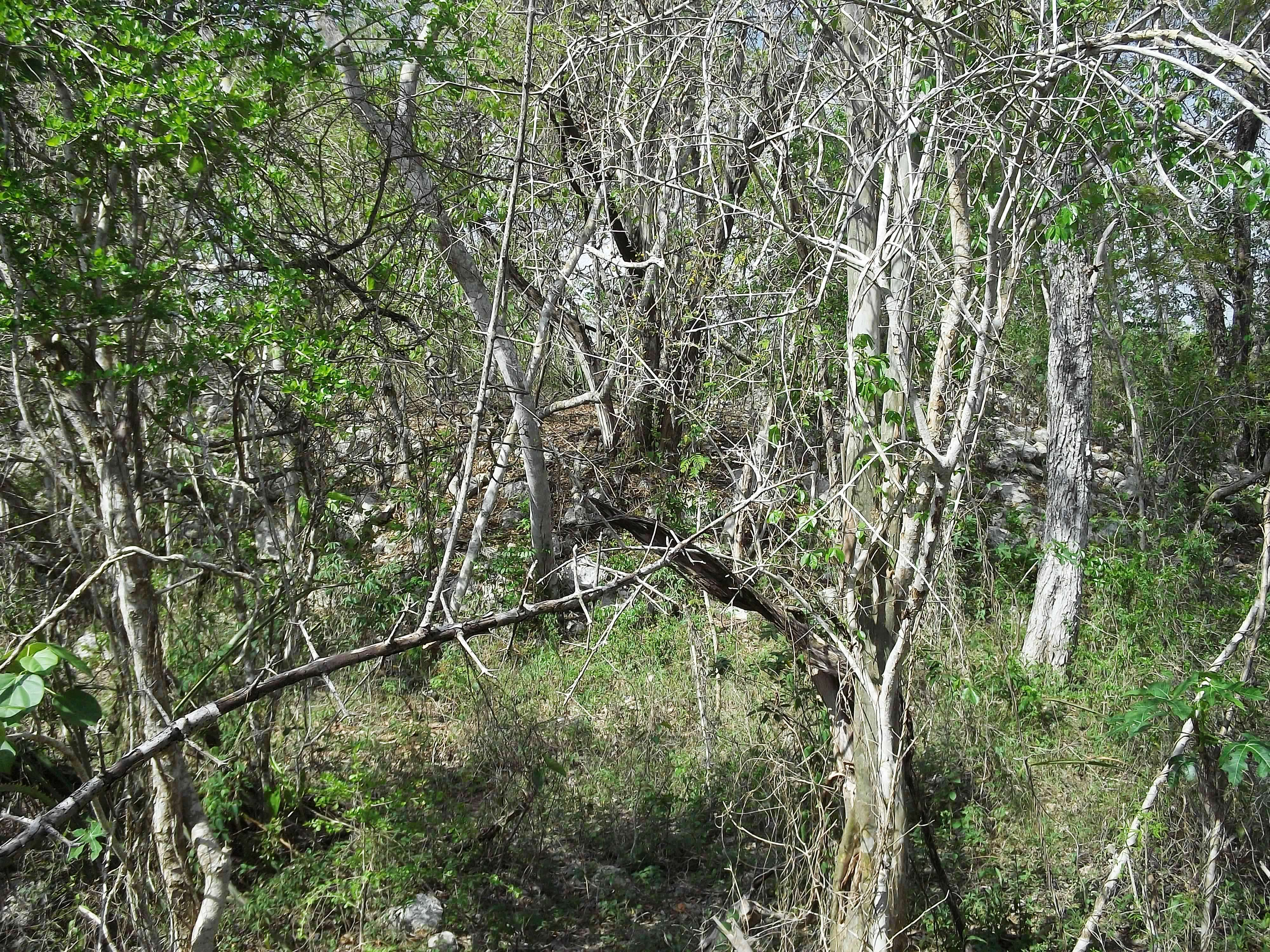
Vestigios mayas de Xtobó.
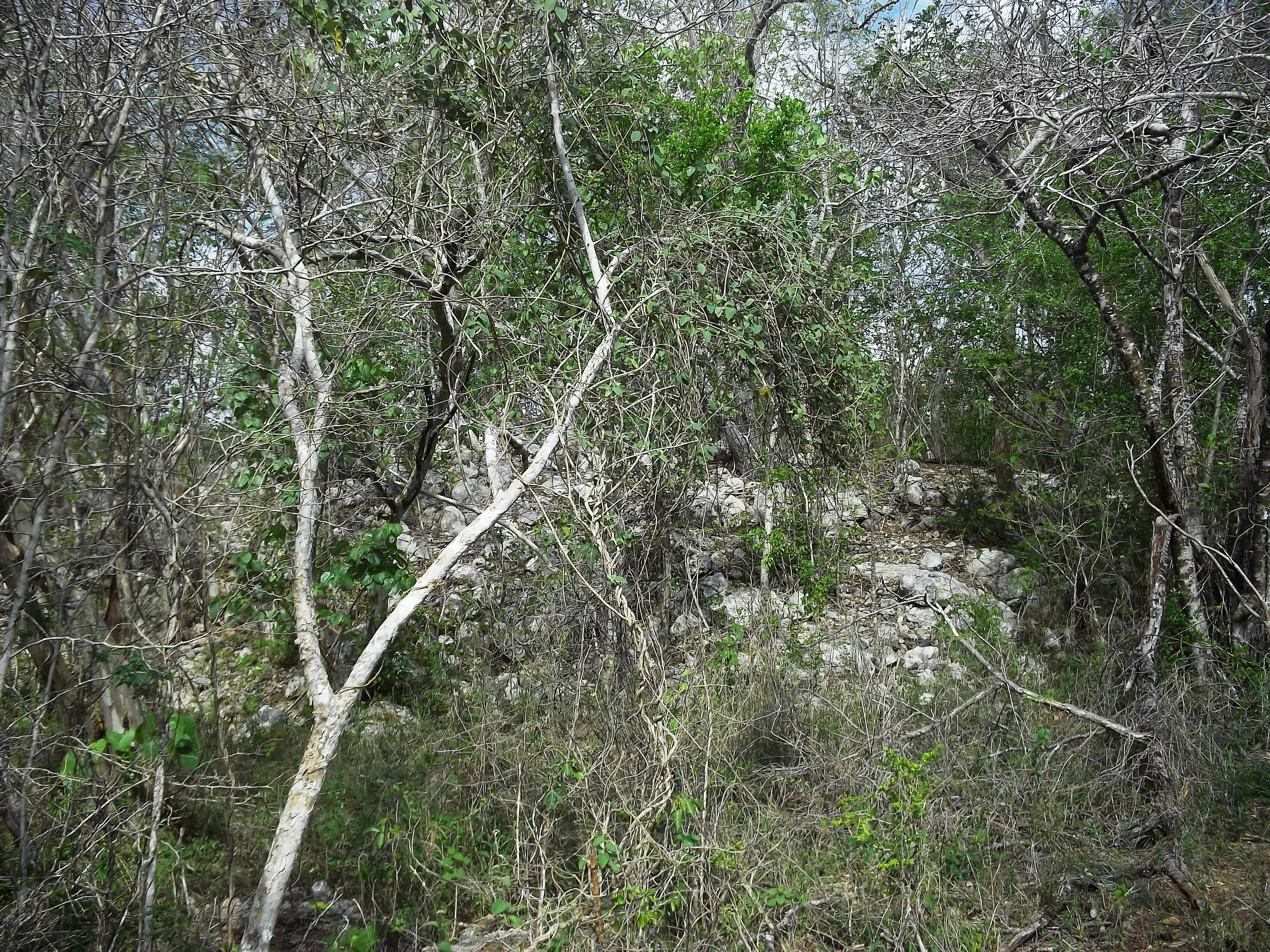
Vestigios mayas de Xtobó.
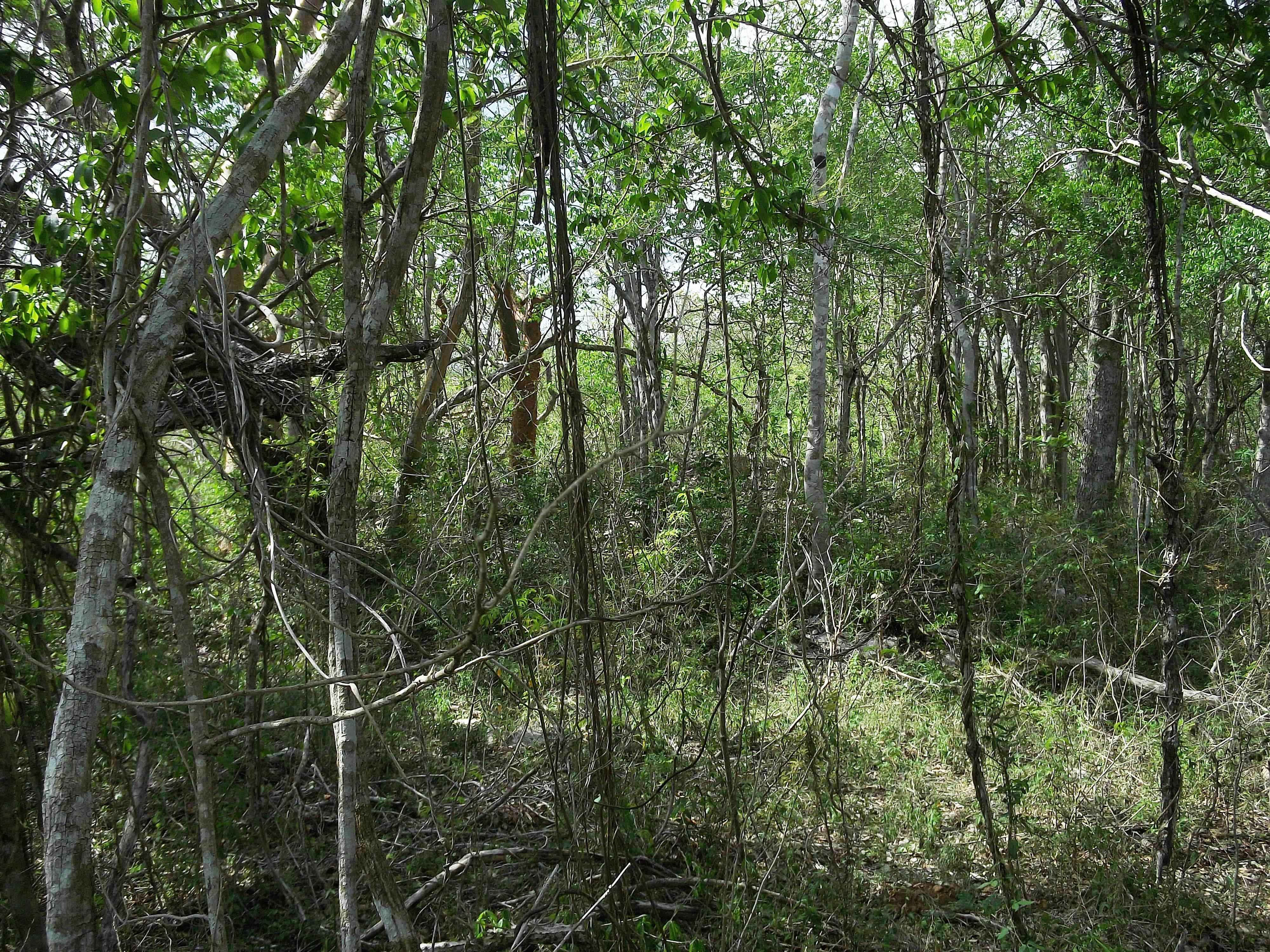
Vestigios mayas de Xtobó.
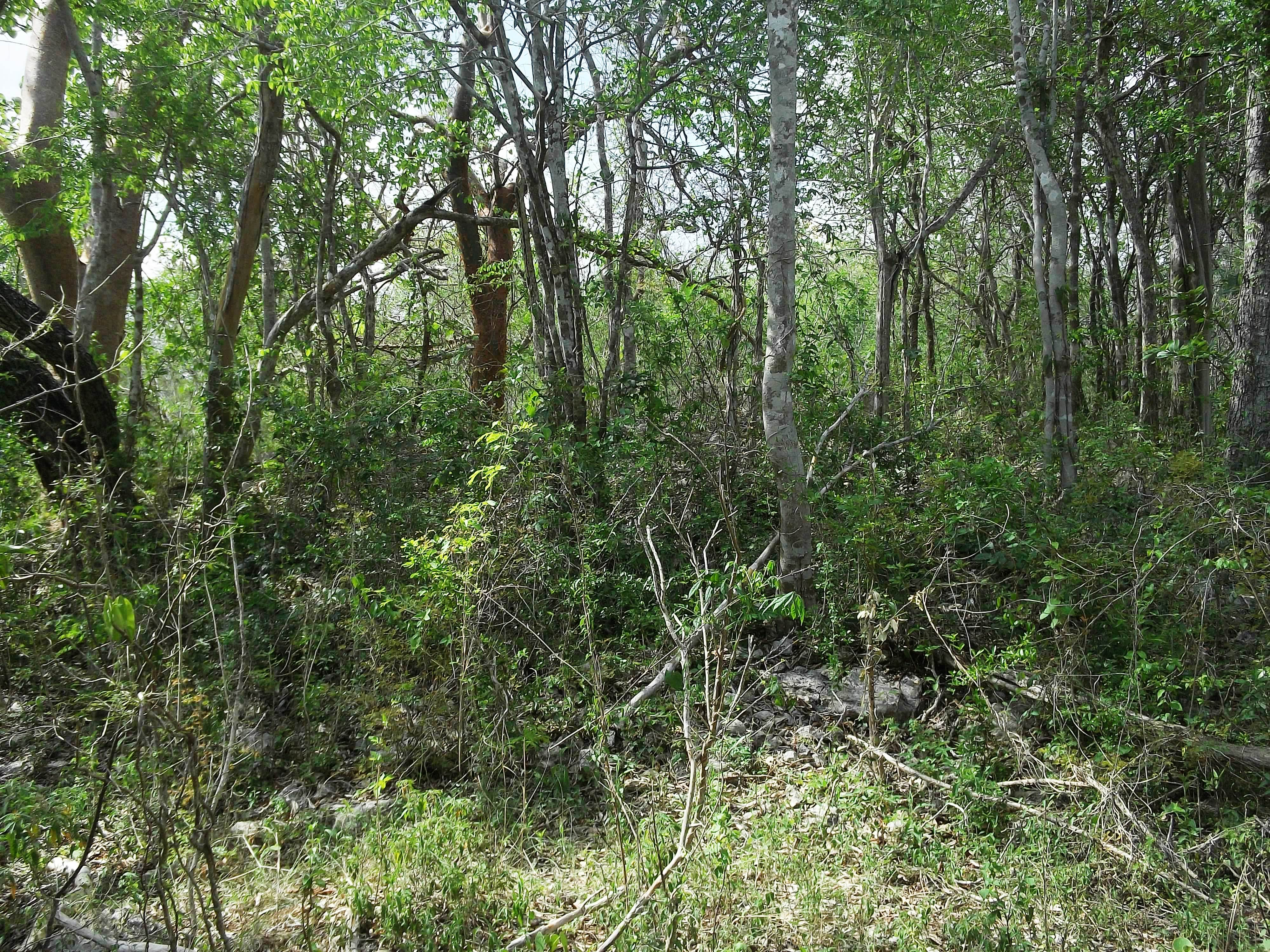
Vestigios mayas de Xtobó.
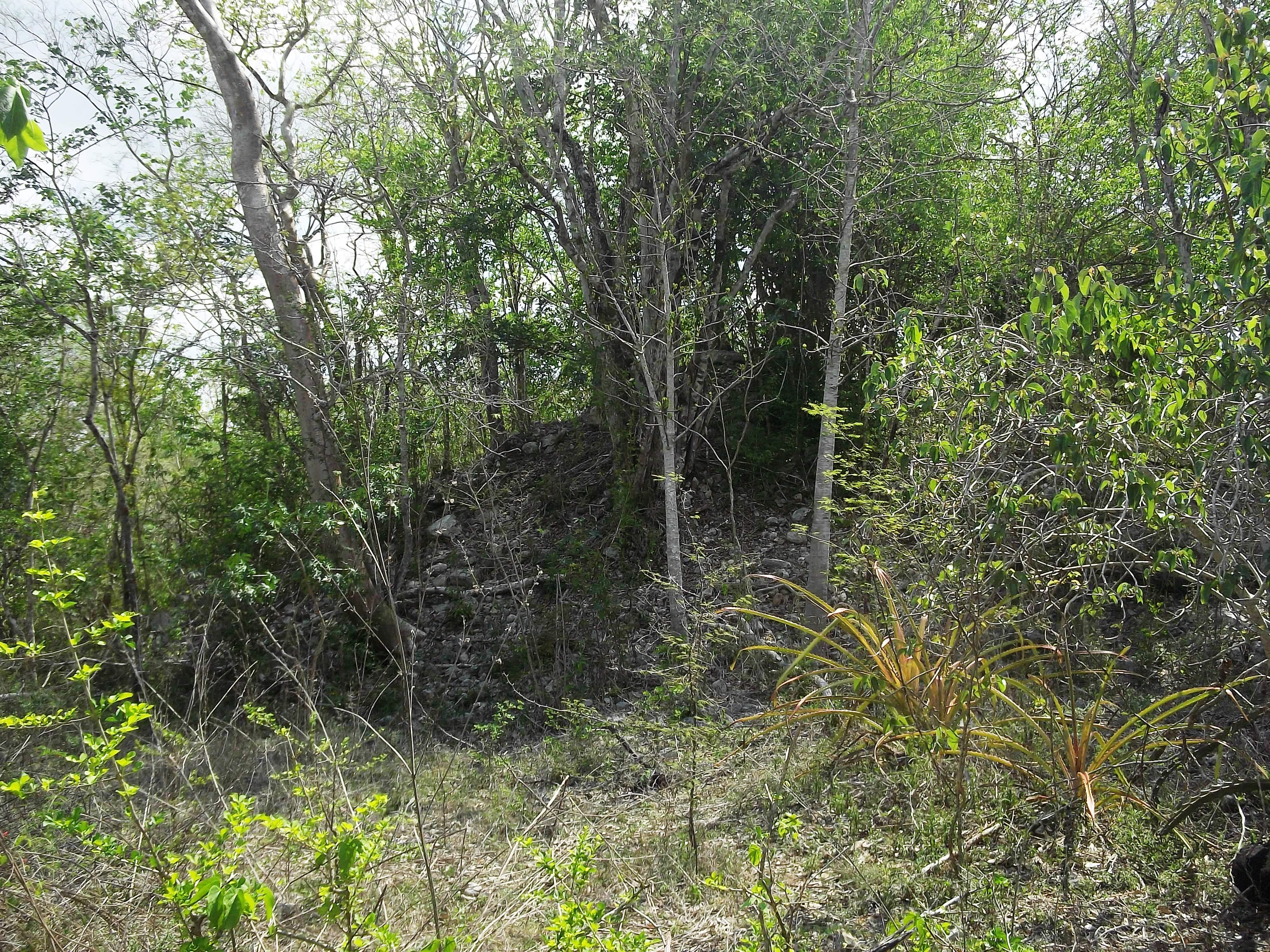
Vestigios mayas de Xtobó.
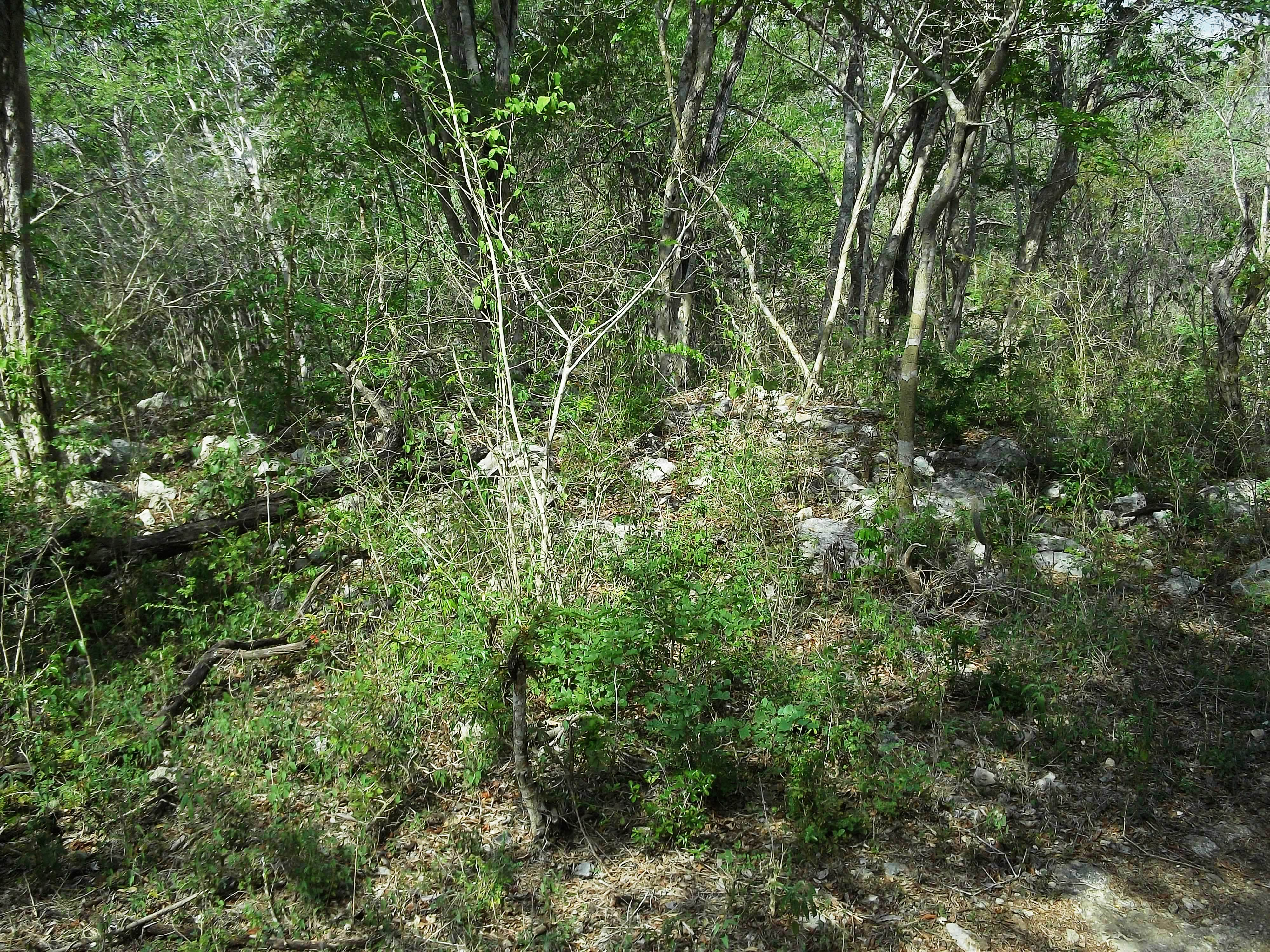
Vestigios mayas de Xtobó.
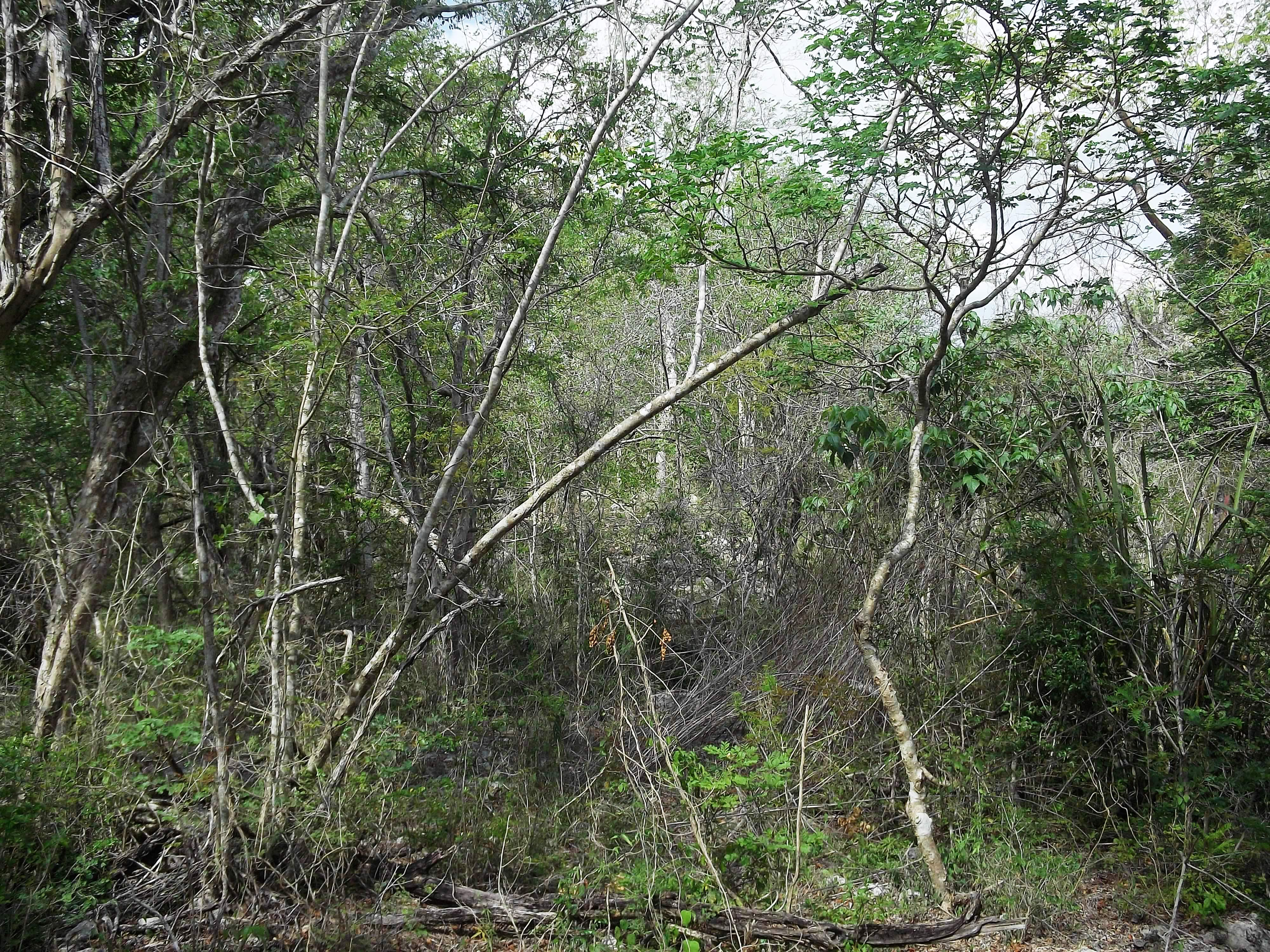
Vestigios mayas de Xtobó.
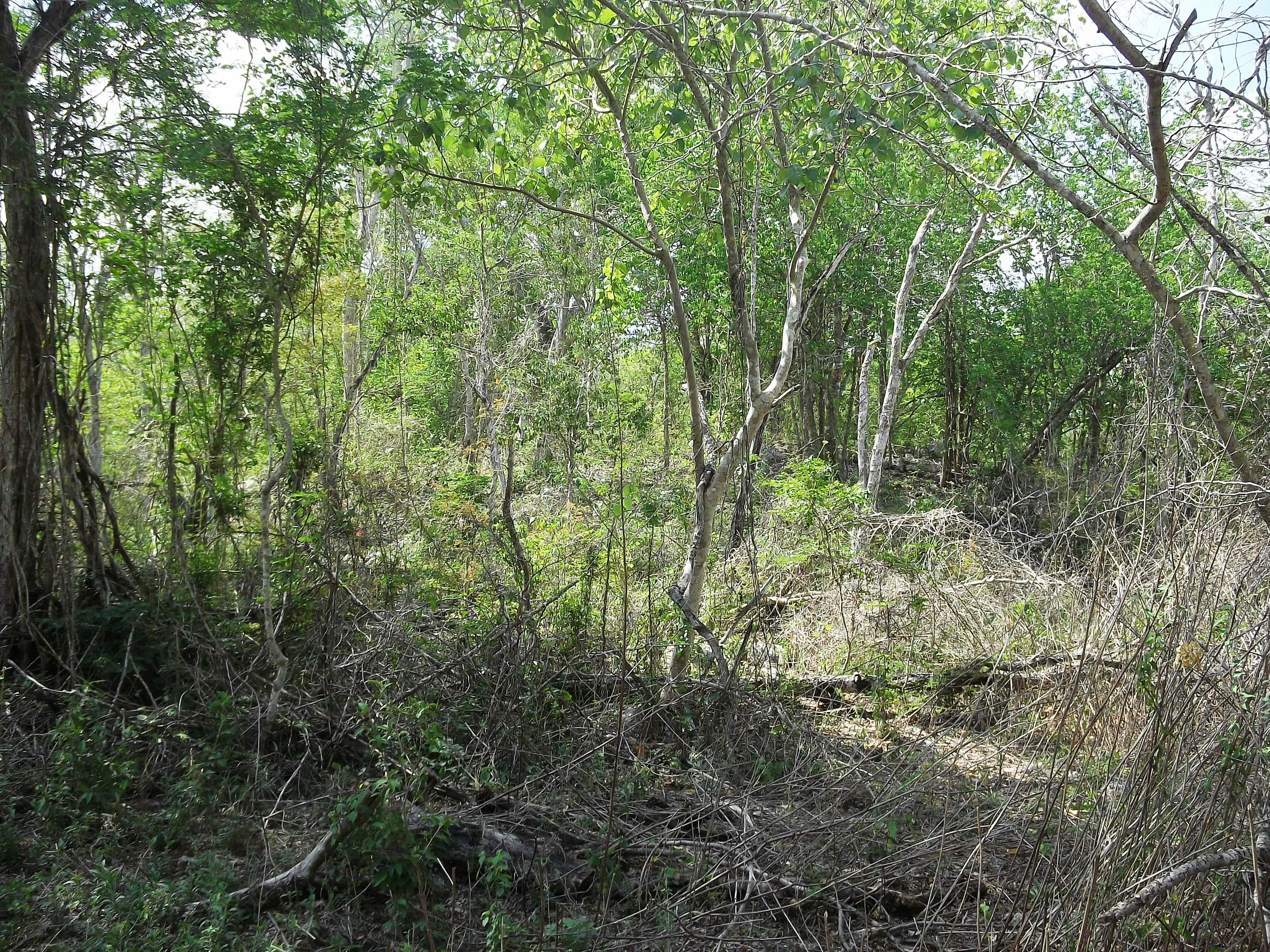
Vestigios mayas de Xtobó.
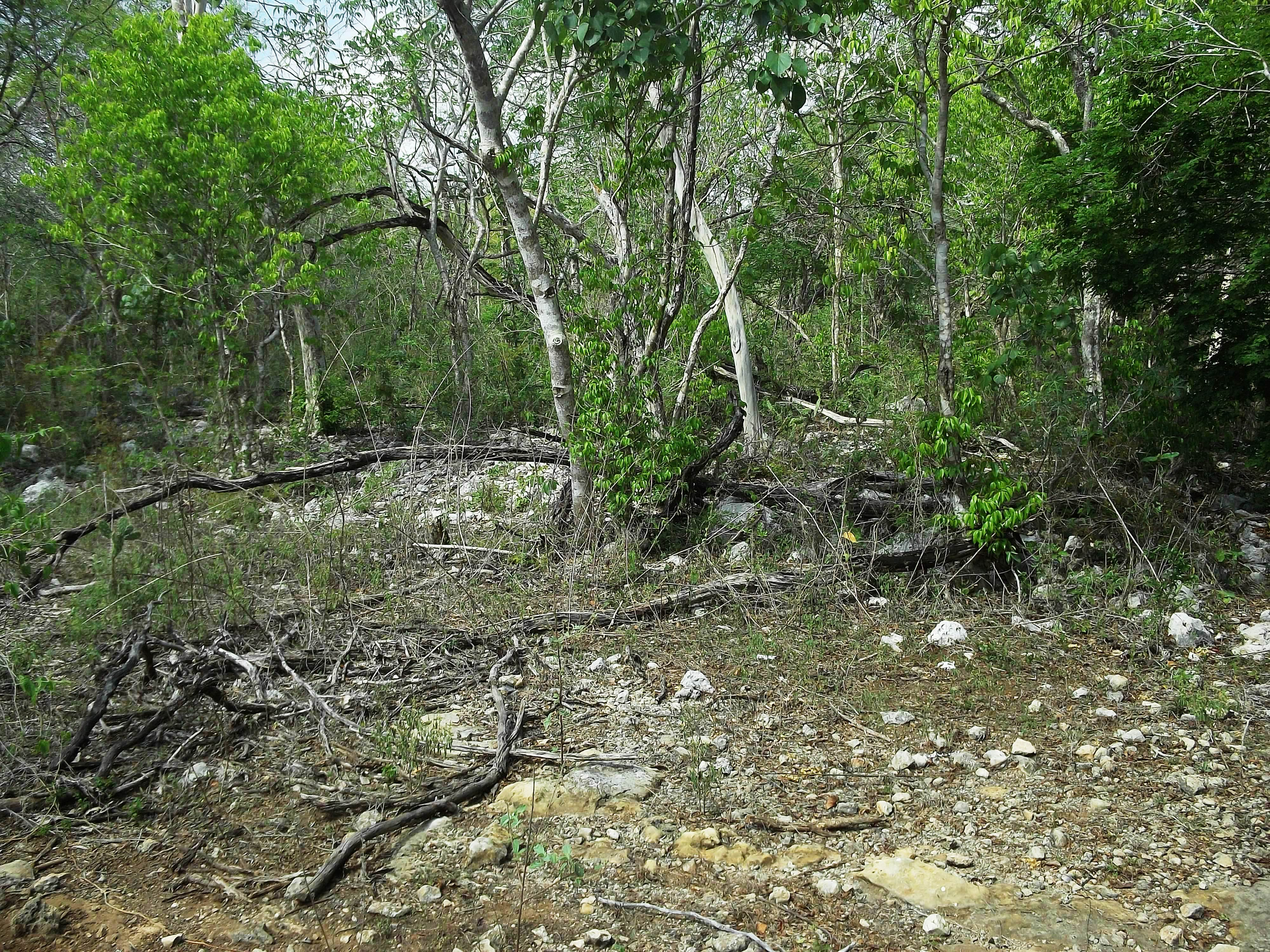
Vestigios mayas de Xtobó.
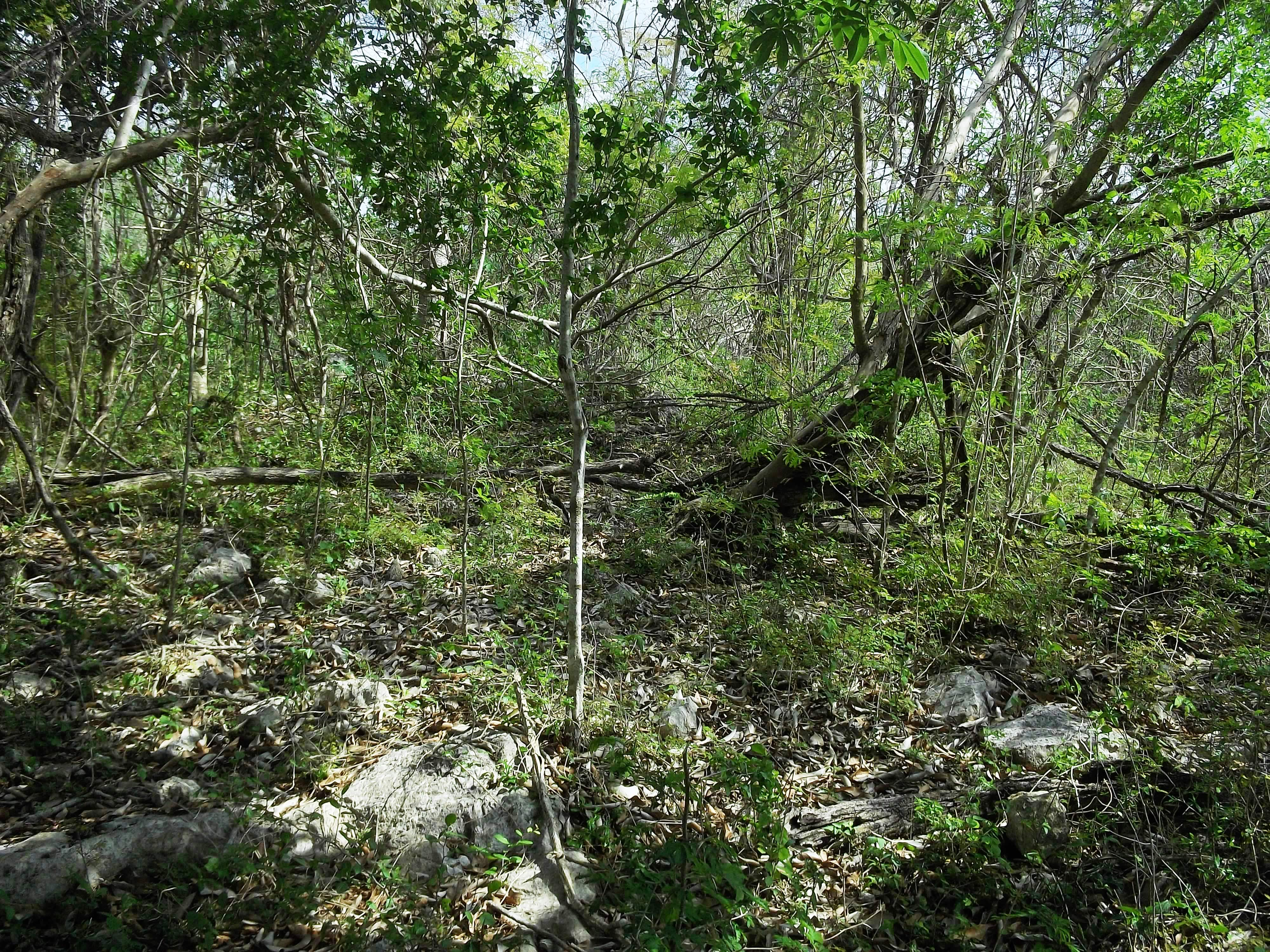
Vestigios mayas de Xtobó.
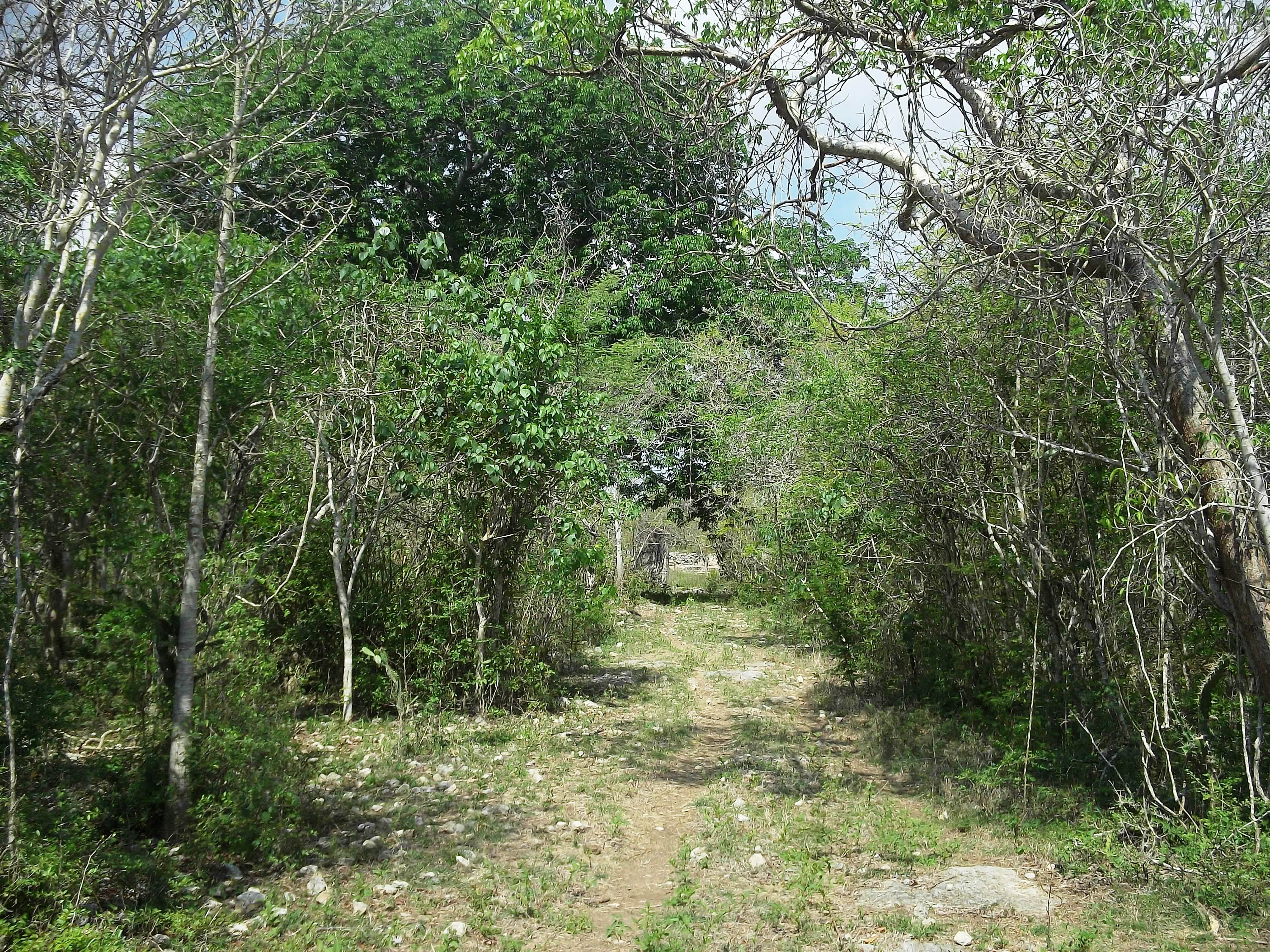
Vestigios mayas de Xtobó.
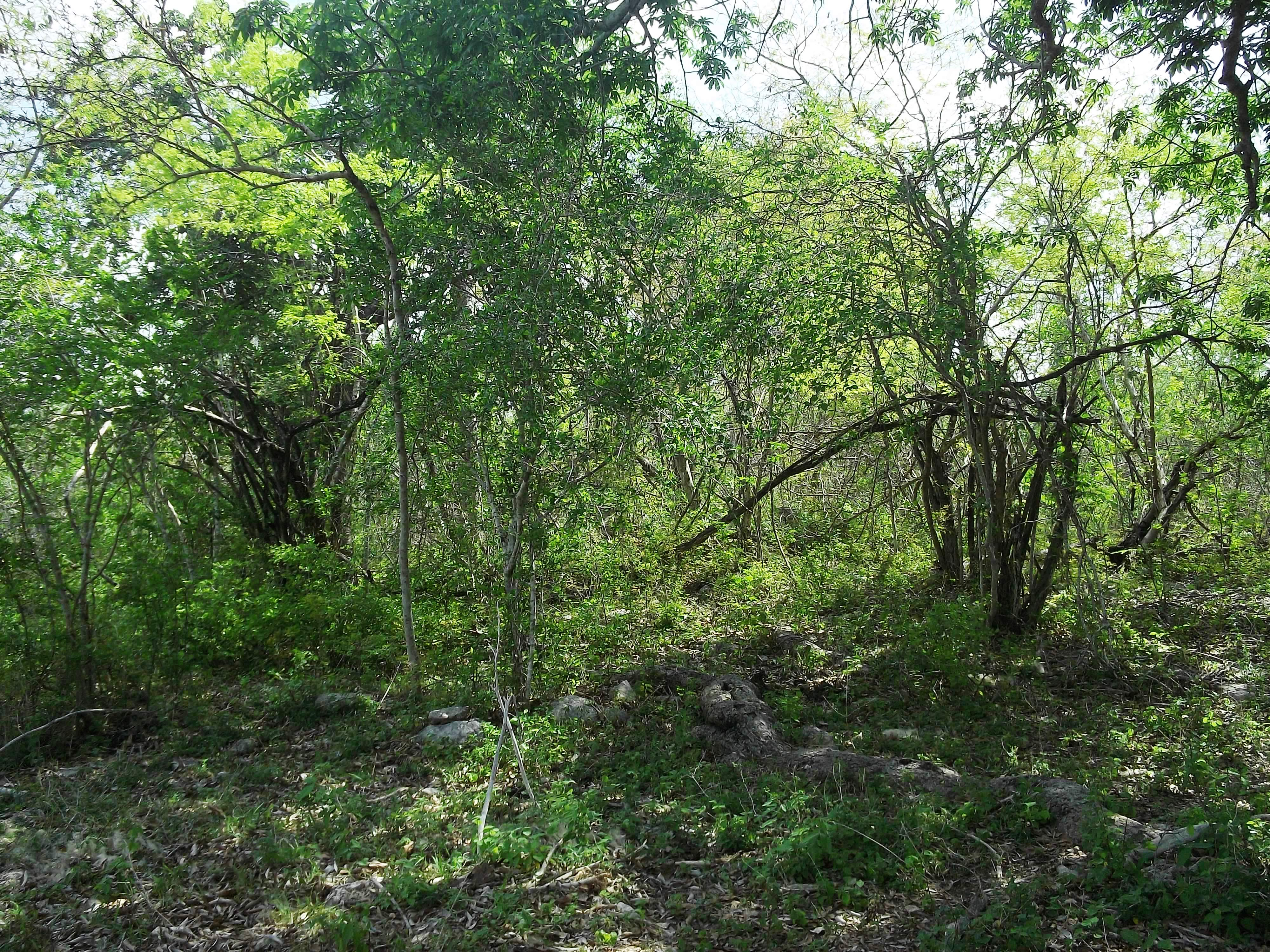
Vestigios mayas de Xtobó.
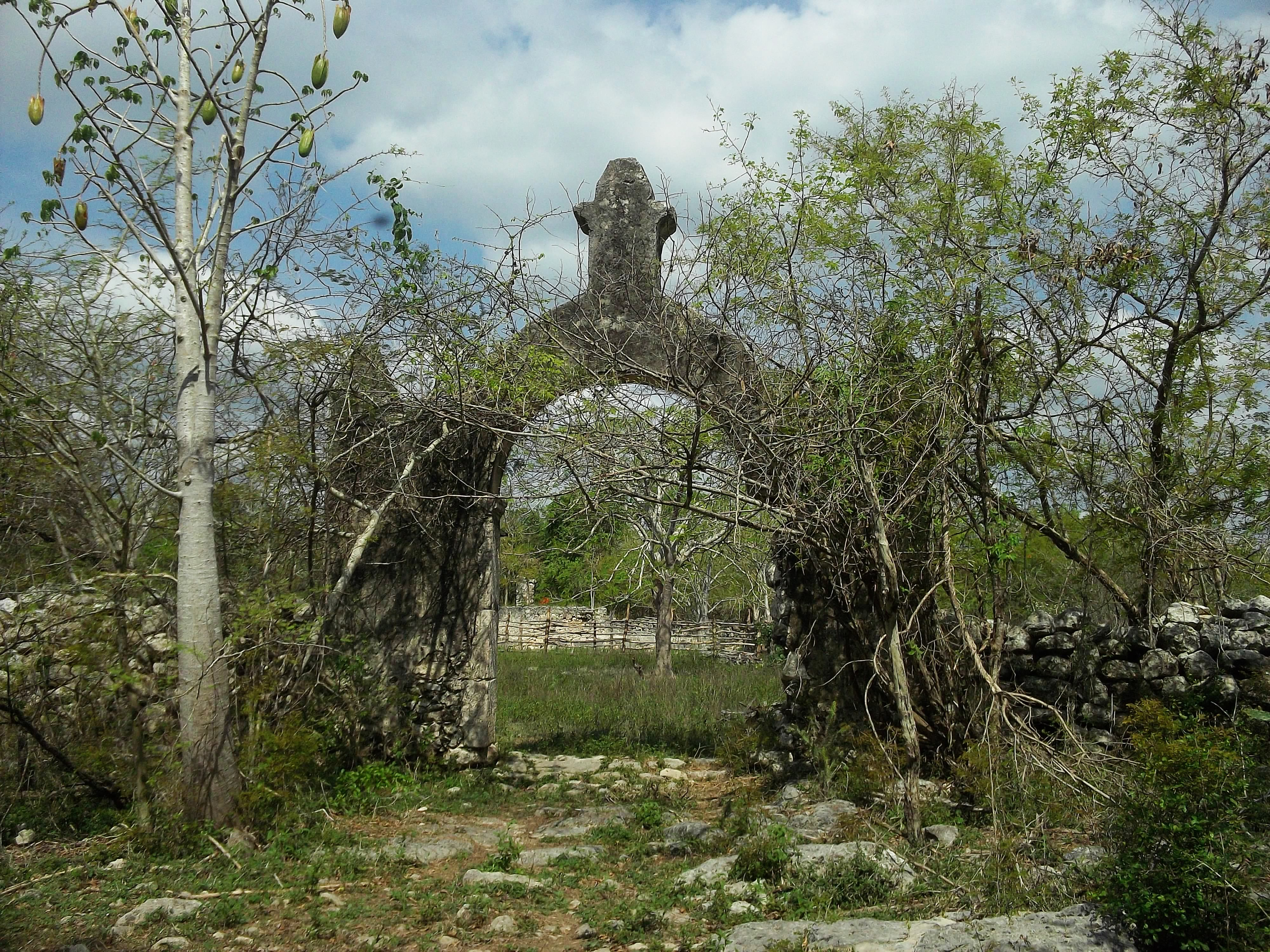
Rancho de Xtobó.
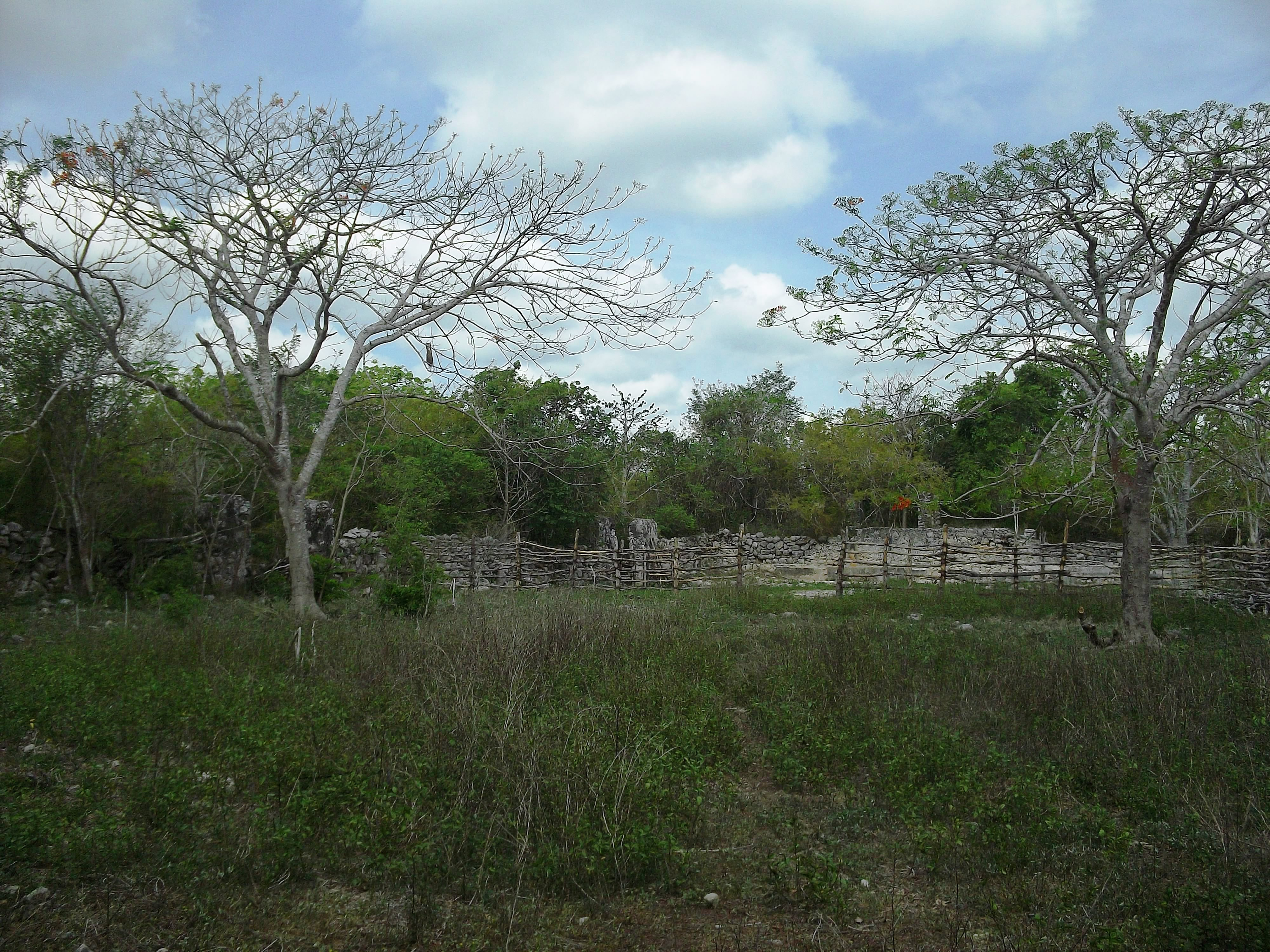
Rancho de Xtobó.
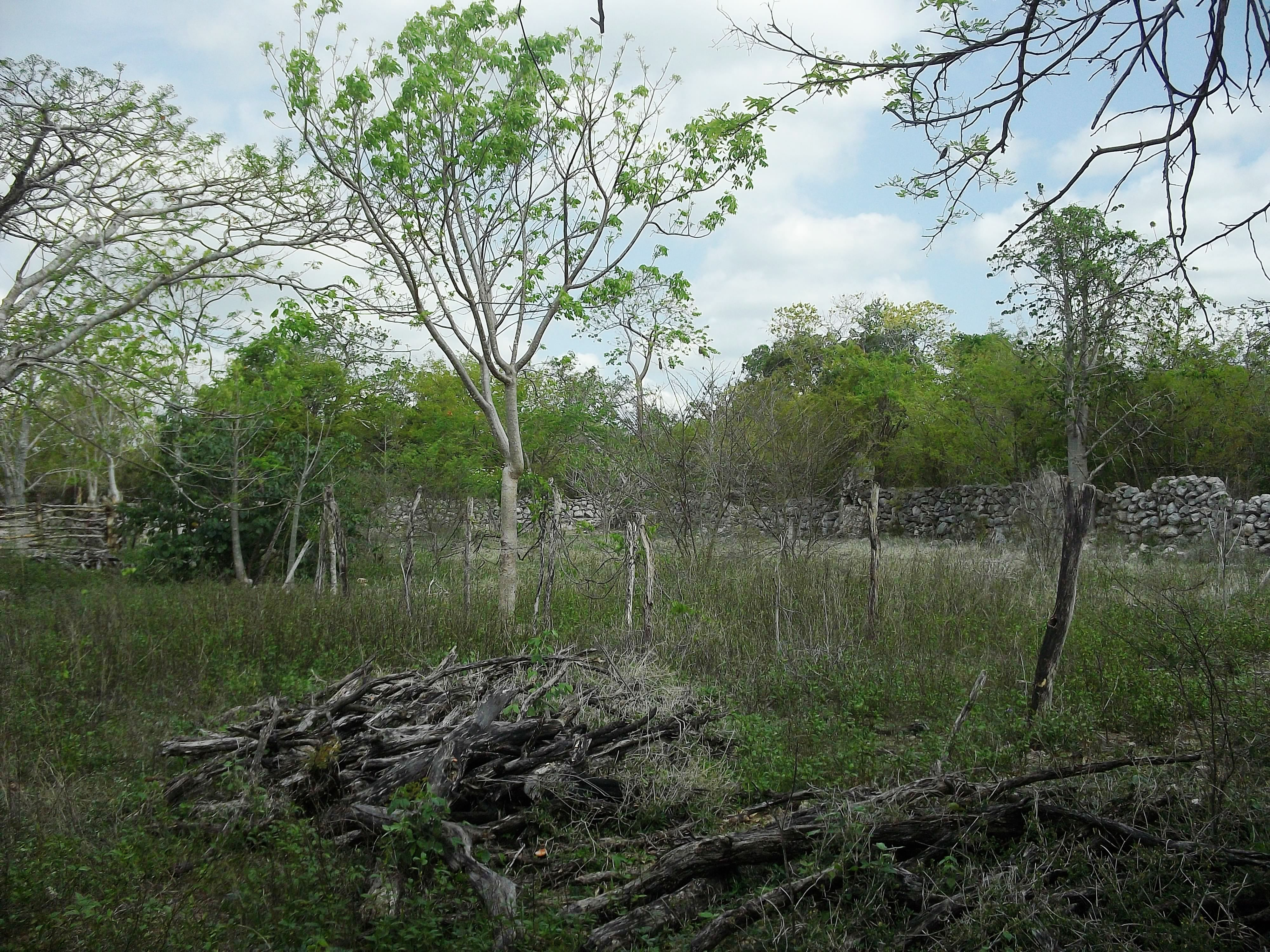
Rancho de Xtobó.
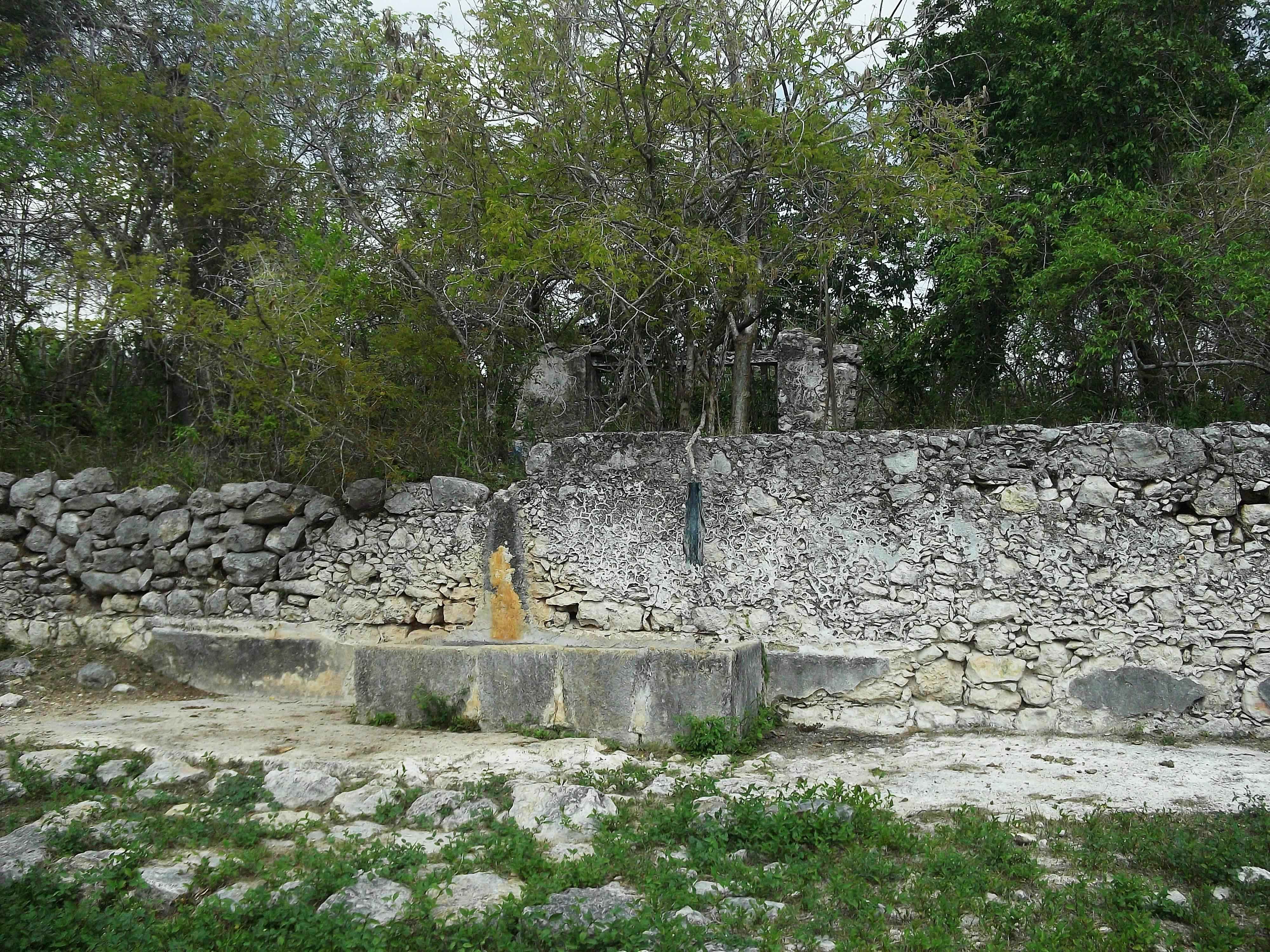
Rancho de Xtobó.
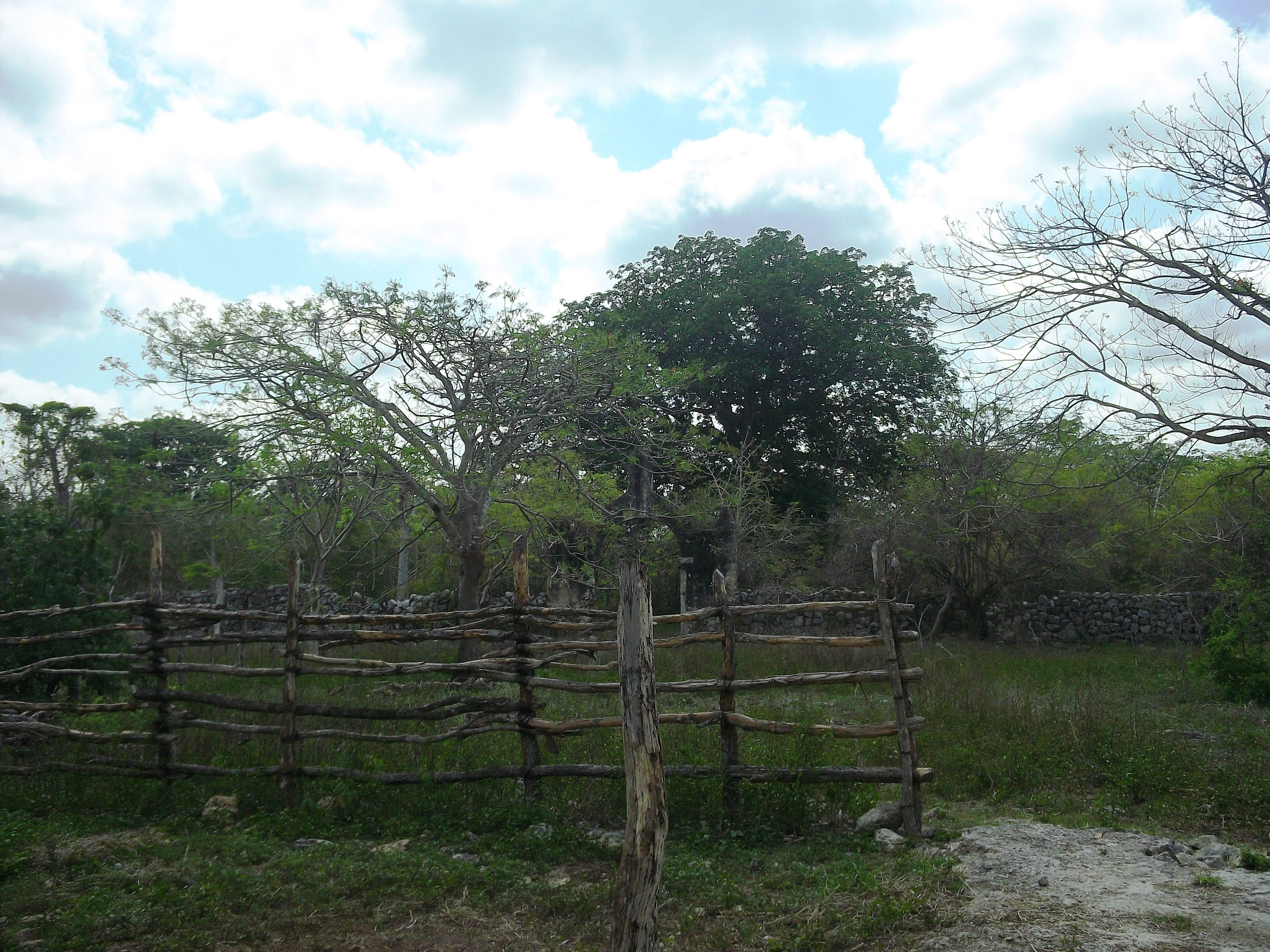
Rancho de Xtobó.
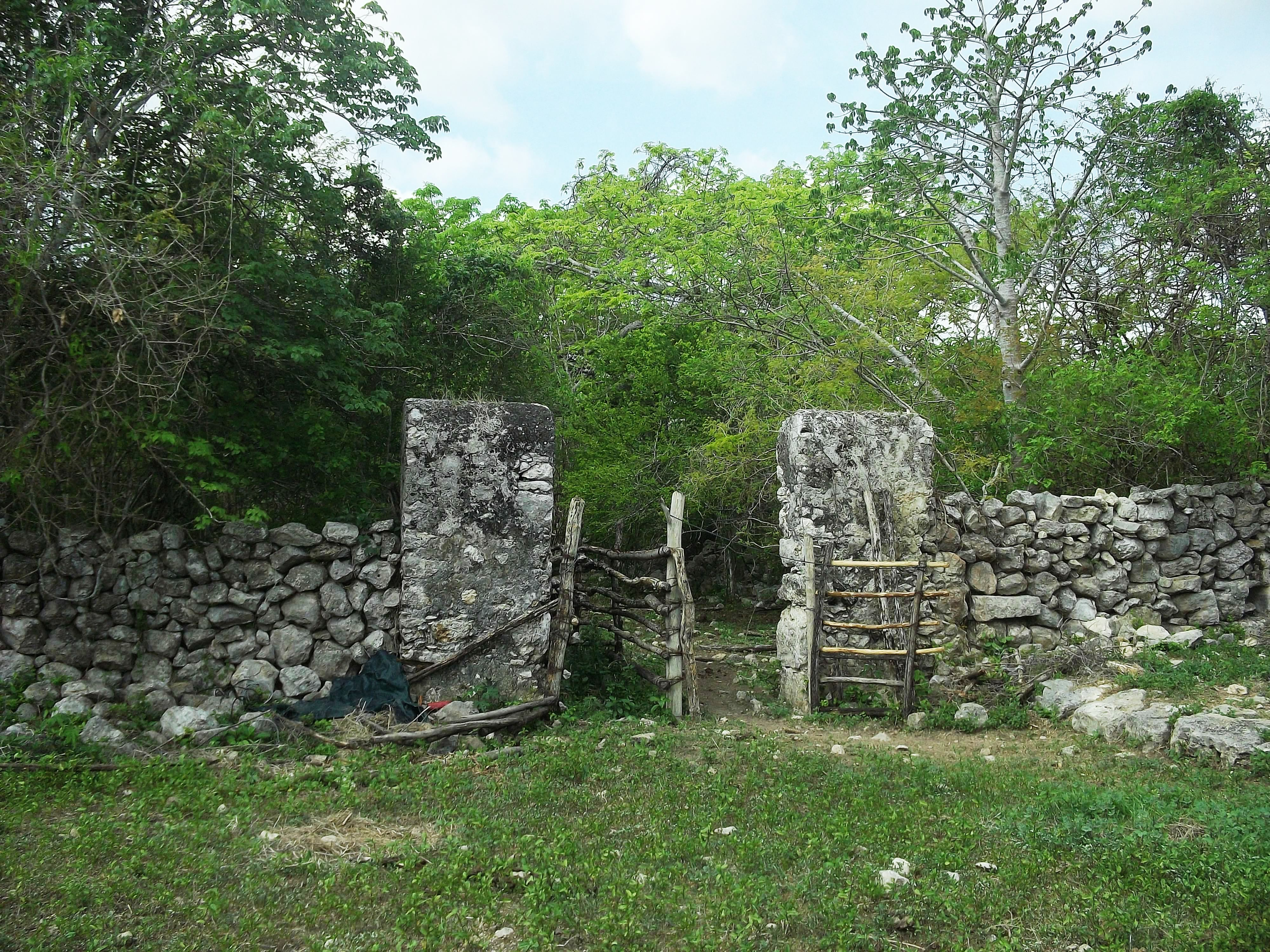
Rancho de Xtobó.
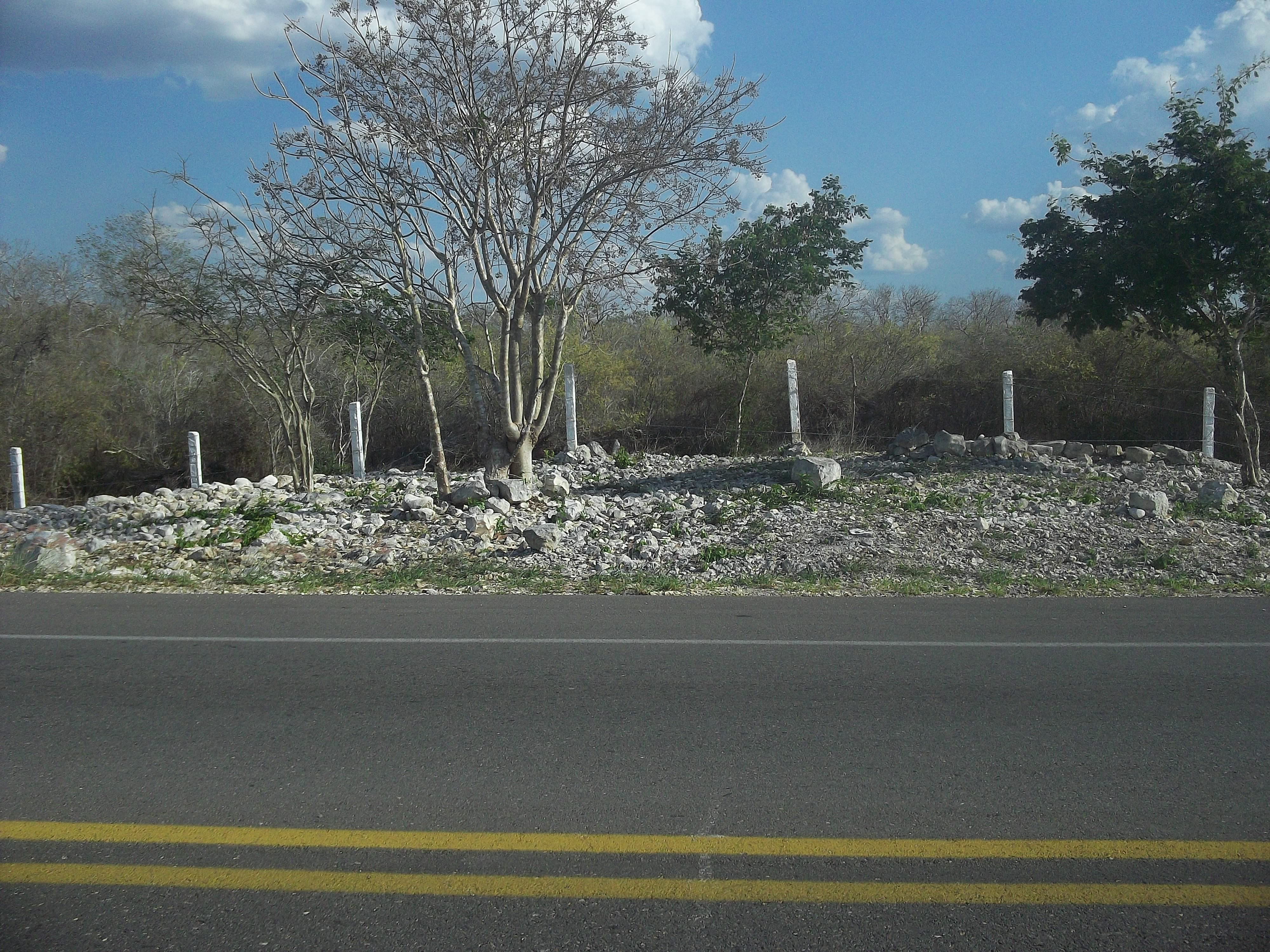
Vestigios mayas de Xtobó.
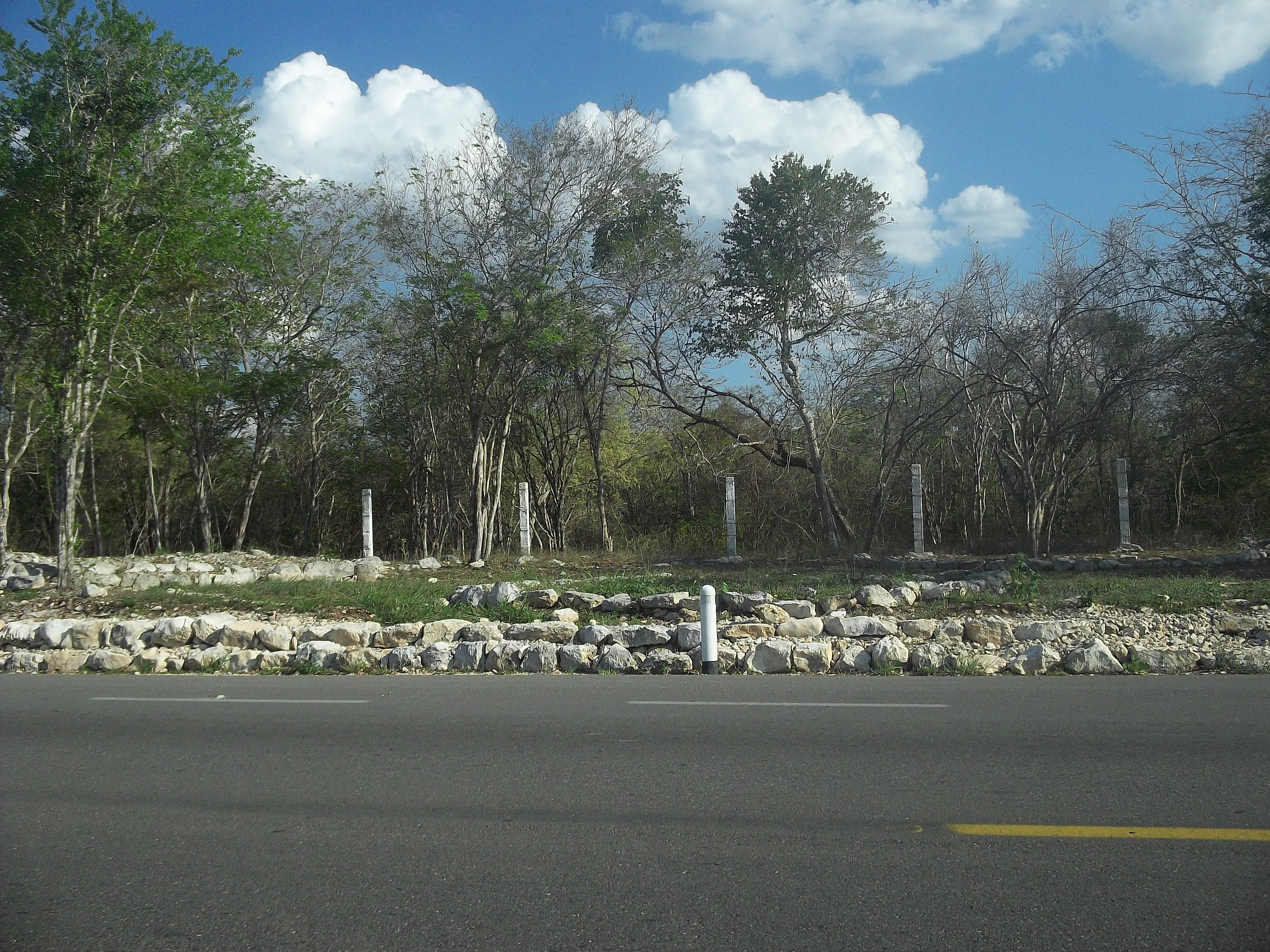
Vestigios mayas de Xtobó.
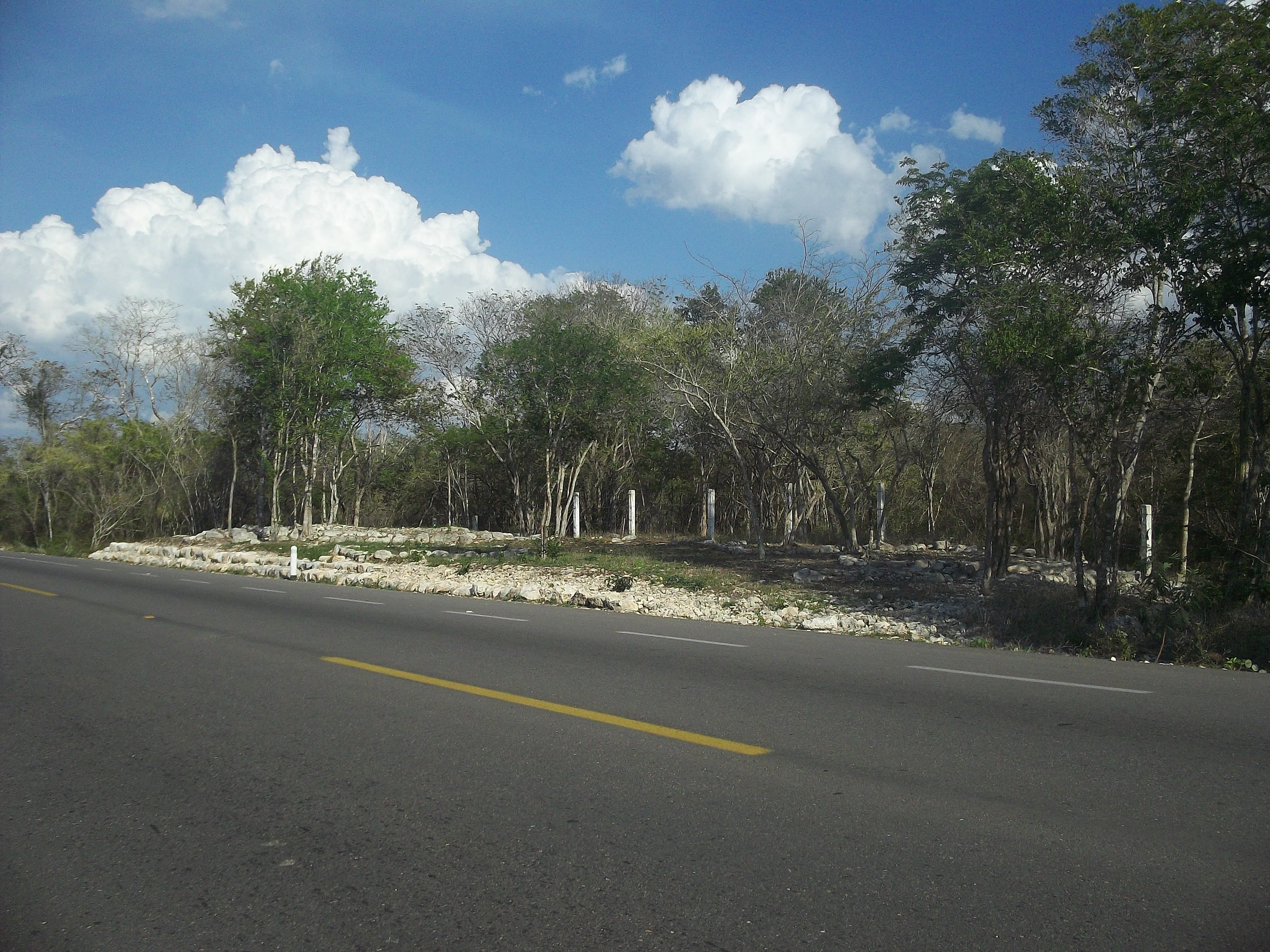
Vestigios mayas de Xtobó.
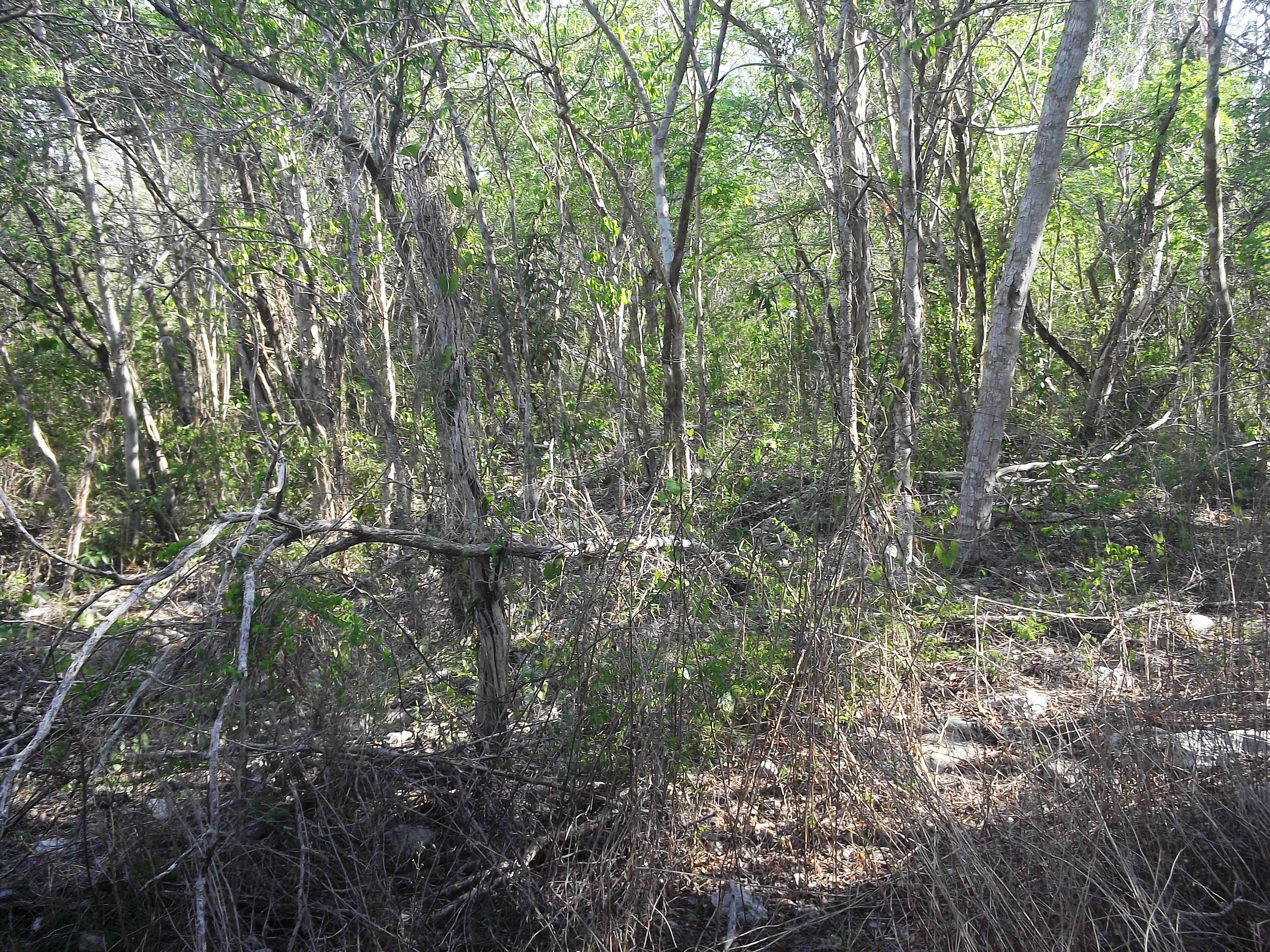
Vestigios mayas de Xtobó.
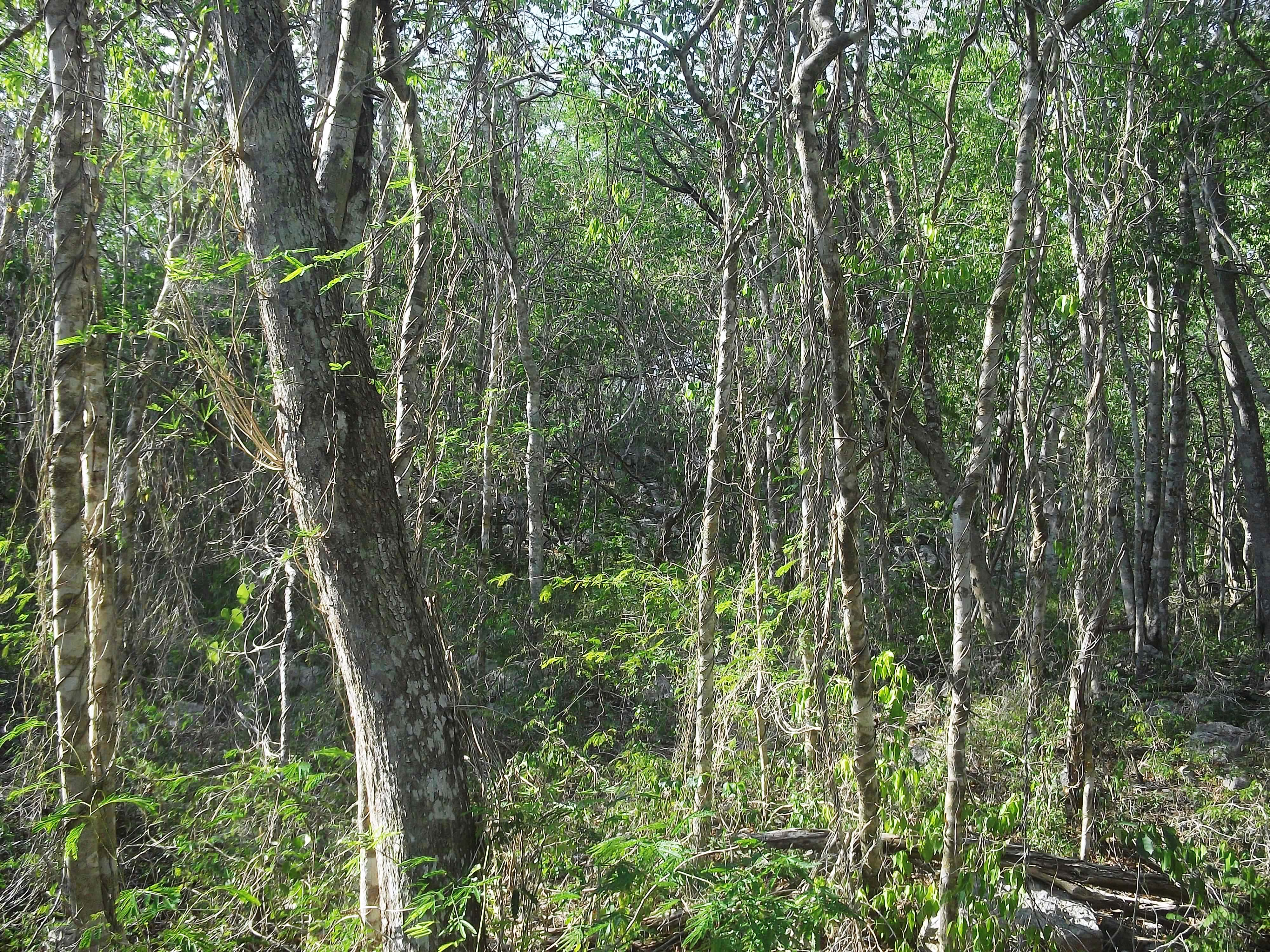
Vestigios mayas de Xtobó.
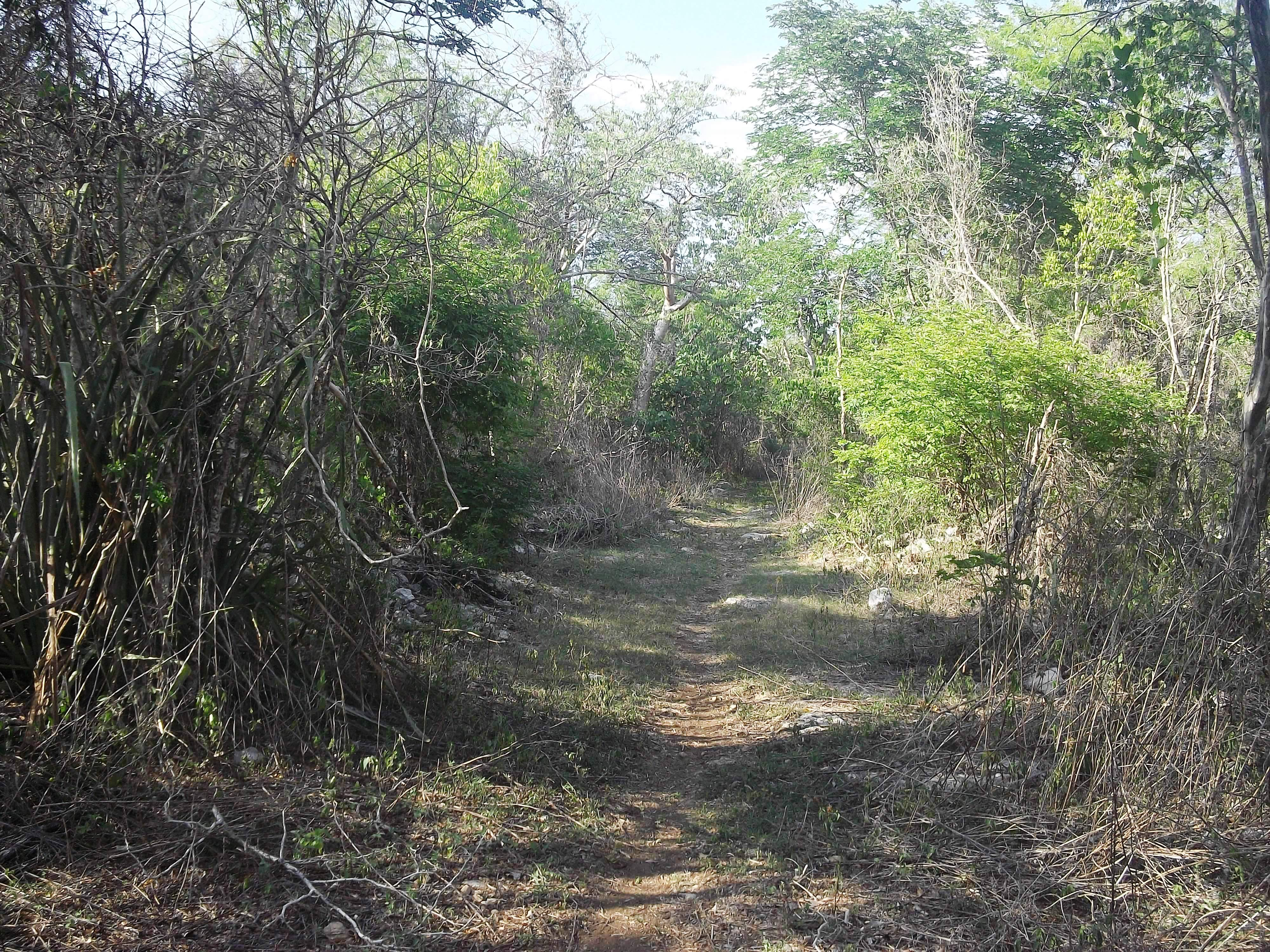
Vestigios mayas de Xtobó.
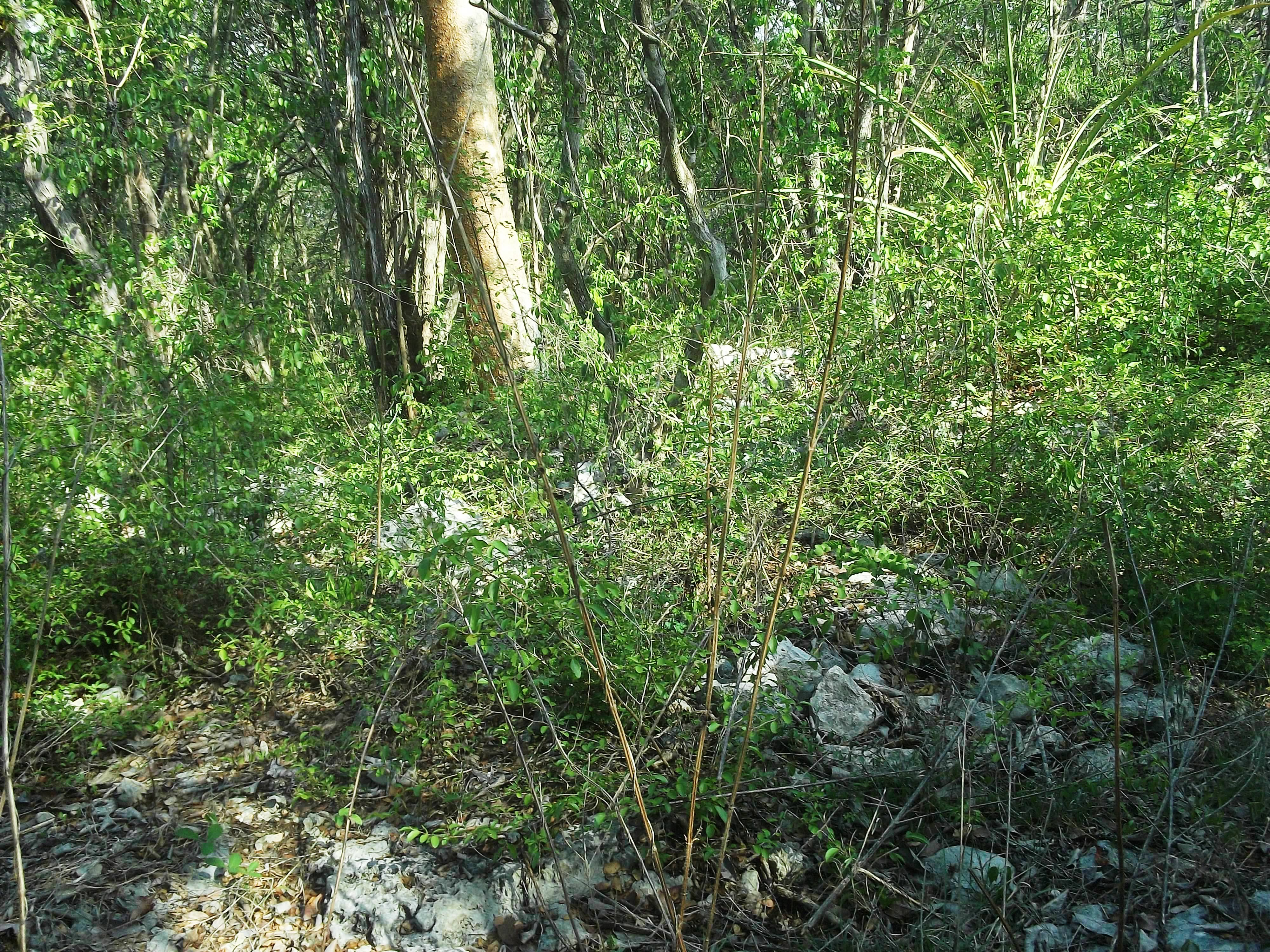
Vestigios mayas de Xtobó.
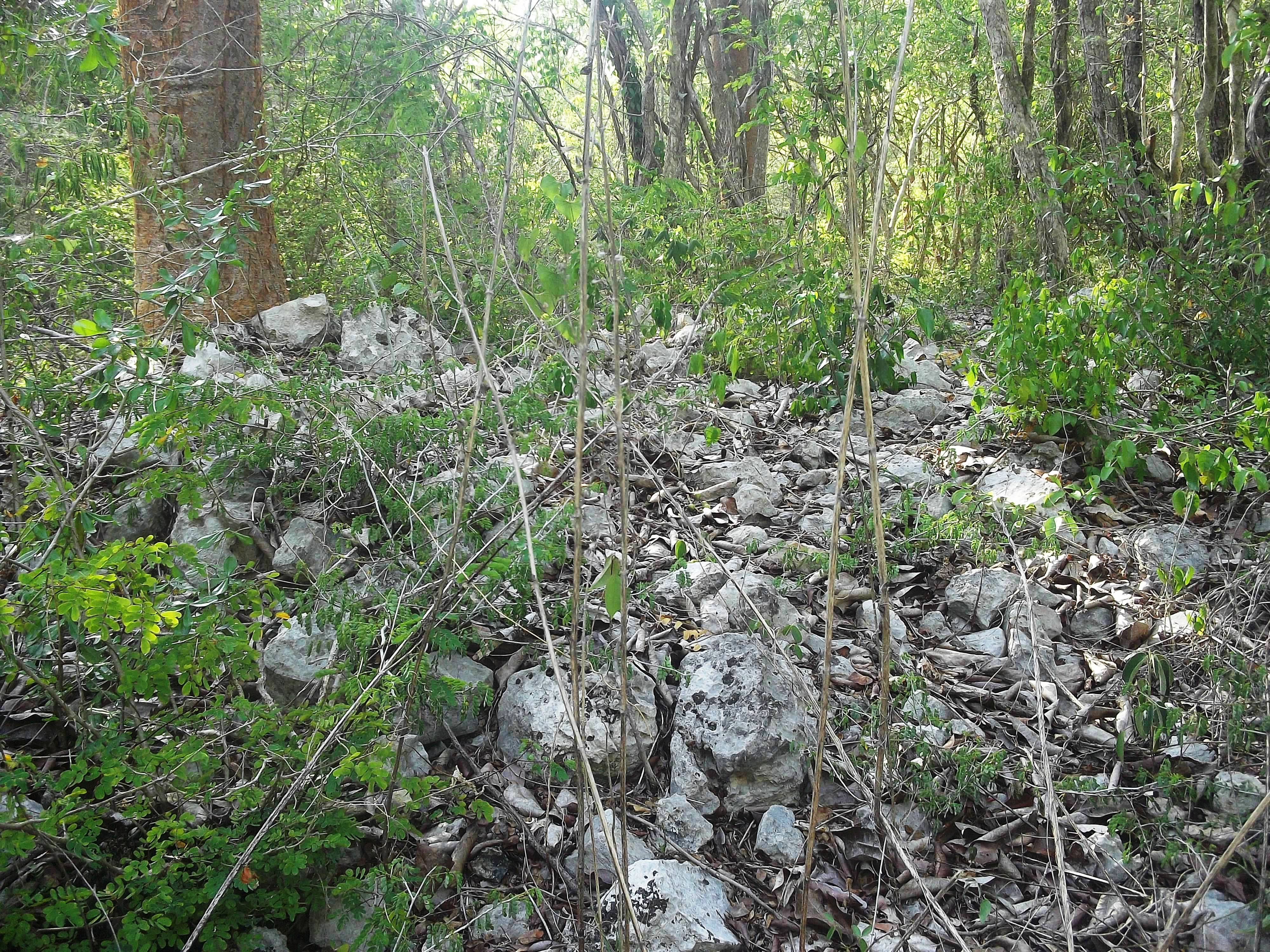
Vestigios mayas de Xtobó.
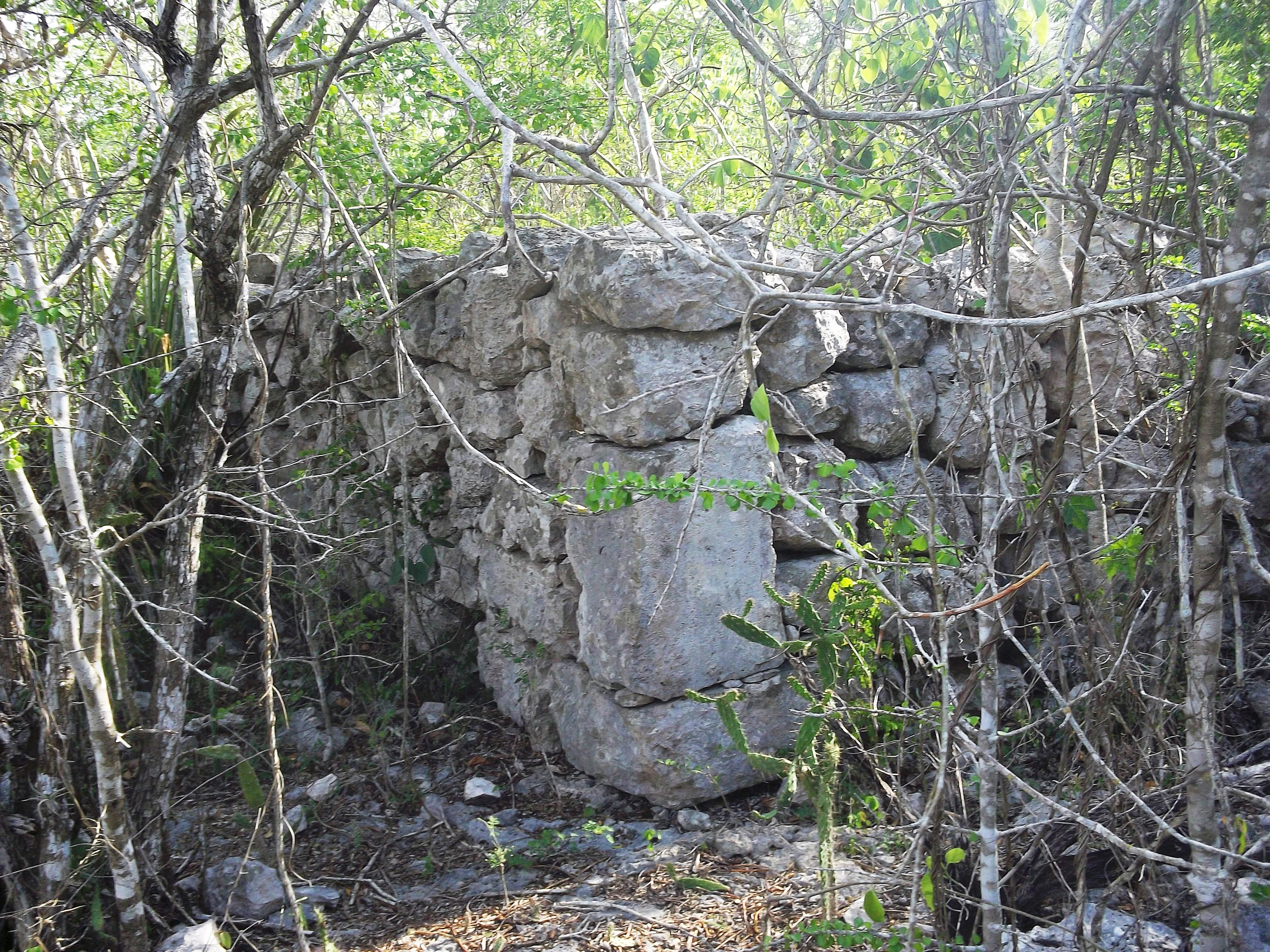
Rancho de Xtobó.
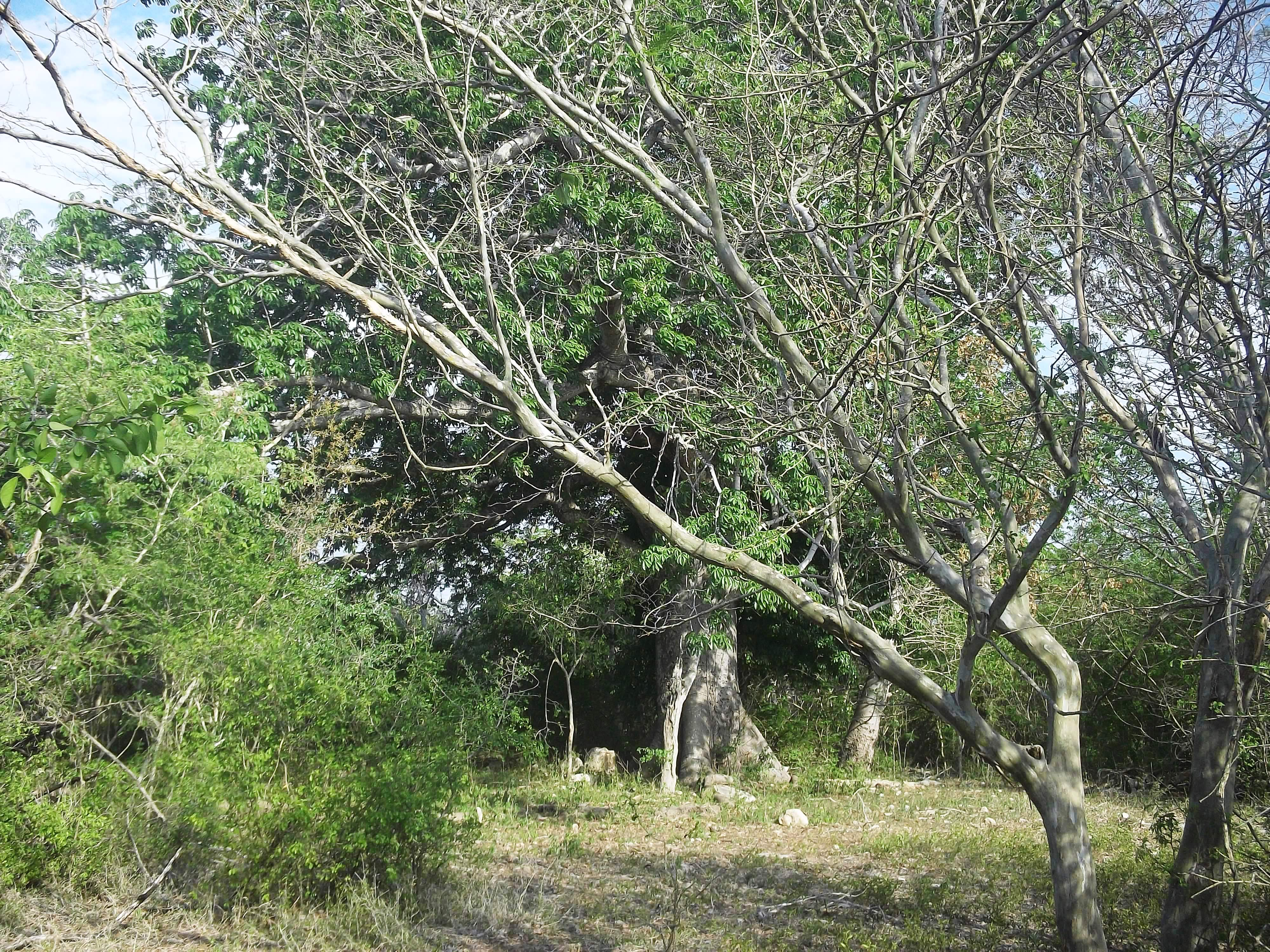
Vegetación de Xtobó.